# Personaggi di Star Trek: Discovery
Questa voce contiene un elenco dei personaggi presenti nella serie televisiva Star Trek: Discovery,  apparsi anche in opere derivate dalla stessa, quali fumetti, romanzi e videogiochi.

## Personaggi principali
- Michael Burnham, interpretata da Sonequa Martin-Green (stagioni 1-5), doppiata in italiano da Gemma Donati, e da Arista Arhin (stagioni 1-2, giovane).
 È il primo ufficiale a bordo della USS Shenzhou e in seguito della USS Discovery.[1] Alla fine della terza stagione è promossa al grado di capitano e ottiene il comando della Discovery.
- Saru, interpretato da Doug Jones (stagioni 1-5), doppiato in italiano da Alessio Cigliano.
È un ufficiale della Flotta Stellare, assegnato inizialmente alla Shenzhou come ufficiale scientifico e secondo ufficiale e in seguito alla Discovery come primo ufficiale. Al termine della seconda stagione, Saru è tra i membri della Discovery a seguire volontariamente nel futuro Michael Burnham. Nell'universo dello specchio, Saru è uno schiavo senza nome a bordo della ISS Shenzhou. Nel XXXII secolo viene promosso capitano e gli viene assegnata la Discovery; successivamente, mantenendo il rango, accetta di essere il Primo Ufficiale di Burnham. Nella quinta stagione lascia la Flotta per dedicarsi al ruolo di ambasciatore.
- Imperatrice Philippa Georgiou, interpretata da Michelle Yeoh (stagioni 1-3), doppiata in italiano da Laura Romano.
Philippa Georgiou è la controparte del capitano Philippa Georgiou nell'universo dello specchio, dove è l'imperatrice dell'Impero Terrestre. Viene tradita dalla Michael Burnam del suo universo e da Gabriel Lorca, capitano della USS Discovery, e, quando la Discovery della Flotta Stellare viene dirottata da Lorca nell'universo dello specchio, viene aiutata dalla Michael Burnam della Federazione a combattere i suoi nemici e da lei salvata e condotta nell'universo della federazione. Qui diviene un membro della Sezione 31, servizio segreto della Federazione, dove aiuta la Discovery a combattere e sconfiggere Controllo impadronitosi di Leeland. Rimane a bordo della Discovery quando questa attraversa il wormhole creato dalla tuta dell'Angelo Rosso e viaggia nel futuro fino al XXXII secolo, ma qui scopre di avere delle disfunzioni e di rischiare di morire. Questo è causato dal progressivo allontanamento dei due universi e dal suo aver viaggiato nel tempo, perciò, grazie al Guardiano del Tempo viene rispedita nel passato per poter sopravvivere. Questo stratagemma è stato utilizzato per poter avviare lo spin-off Star Trek: Section 31 di cui l'Imperatrice Philippa Georgiou è protagonista.[2]
- Sylvia Tilly, interpretata da Mary Wiseman (stagioni 1-5), doppiata in italiano da Giulia Santilli.
È un cadetto all'ultimo anno di studi presso l'Accademia della Flotta Stellare, assegnata alla Discovery. Alla fine della prima stagione viene integrata, col grado di guardiamarina, al programma di addestramento al comando.[3] Nella quarta stagione, promossa a sottotenente, lascia la nave e accetta un ruolo di insegnante dell'Accademia.
- Ash Tyler/Voq, interpretato da Shazad Latif (stagioni 1-2), doppiato in italiano da Andrea Mete (Ash Tyler) e Edoardo Stoppacciaro (Voq)
È un tenente della Flotta Stellare.[4] Tyler viene fatto prigioniero dai Klingon durante la breve guerra tra la Federazione e l'Impero.[5][6] Inizialmente, la storia di Tyler durante la prigionia presenta degli elementi innovativi per una serie televisiva, in quanto, una volta tornato libero, il tenente ha ricordi confusi riguardo ad abusi sessuali che avrebbe subito da una leader dei Klingon, L'Rell.[7] Successivamente, si scopre che i ricordi degli abusi in realtà non sono altro che i ricordi di Voq, un Klingon albino,[8] amante di L'Rell che subì una serie di modifiche chirurgiche e psicologiche per somigliare a Tyler, anche nei ricordi, e potersi infiltrare così nella Flotta Stellare (Il lupo dentro).
- Cleveland "Book" Booker V, interpretato da David Ajala (stagioni 3-5), doppiato in italiano da Gianfranco Miranda.
Nato Tareckx, Book è un Kwejian empatico, in grado di connettersi telepaticamente con animali, permettendo di calmarli e comunicare con loro, e con le piante, il che gli permette, ad esempio, di far crescere rapidamente un vegetale. Book incontra Michael Burnham quando attraversa il wormhole indossando la tuta dell'Angelo Rosso viaggiando nel tempo proveniente dal XXIII secolo, prima che lei riesca a mettersi in contatto con la Discovery (che arriverà nel futuro soltanto un anno dopo). Book dà così ospitalità a Burnham facendola viaggiare con sé nella propria astronave. In seguito al ritrovamento della USS Discovery e al reintegro di Burnham nell'equipaggio della nave, Book rimane a bordo dell'astronave della Flotta Stellare, ma senza entrare a far parte della Flotta, né indossare la divisa. Col tempo, inoltre, matura una relazione tra lui e Burnham, di cui diviene il compagno.
- Paul Stamets, interpretato da Anthony Rapp (stagioni 1-5), doppiato in italiano da Riccardo Rossi.
È un ufficiale scientifico della Flotta Stellare a bordo della Discovery, specializzato in astromicologia (lo studio dei funghi nello spazio). Stamets è il primo personaggio principale del franchise di Star Trek dichiaratamente omosessuale.[9]
- Hugh Culber, interpretato da Wilson Cruz (stagioni 1-5), doppiato in italiano da Nanni Baldini.
È un ufficiale medico a bordo della Discovery e compagno di Stamets.[10]

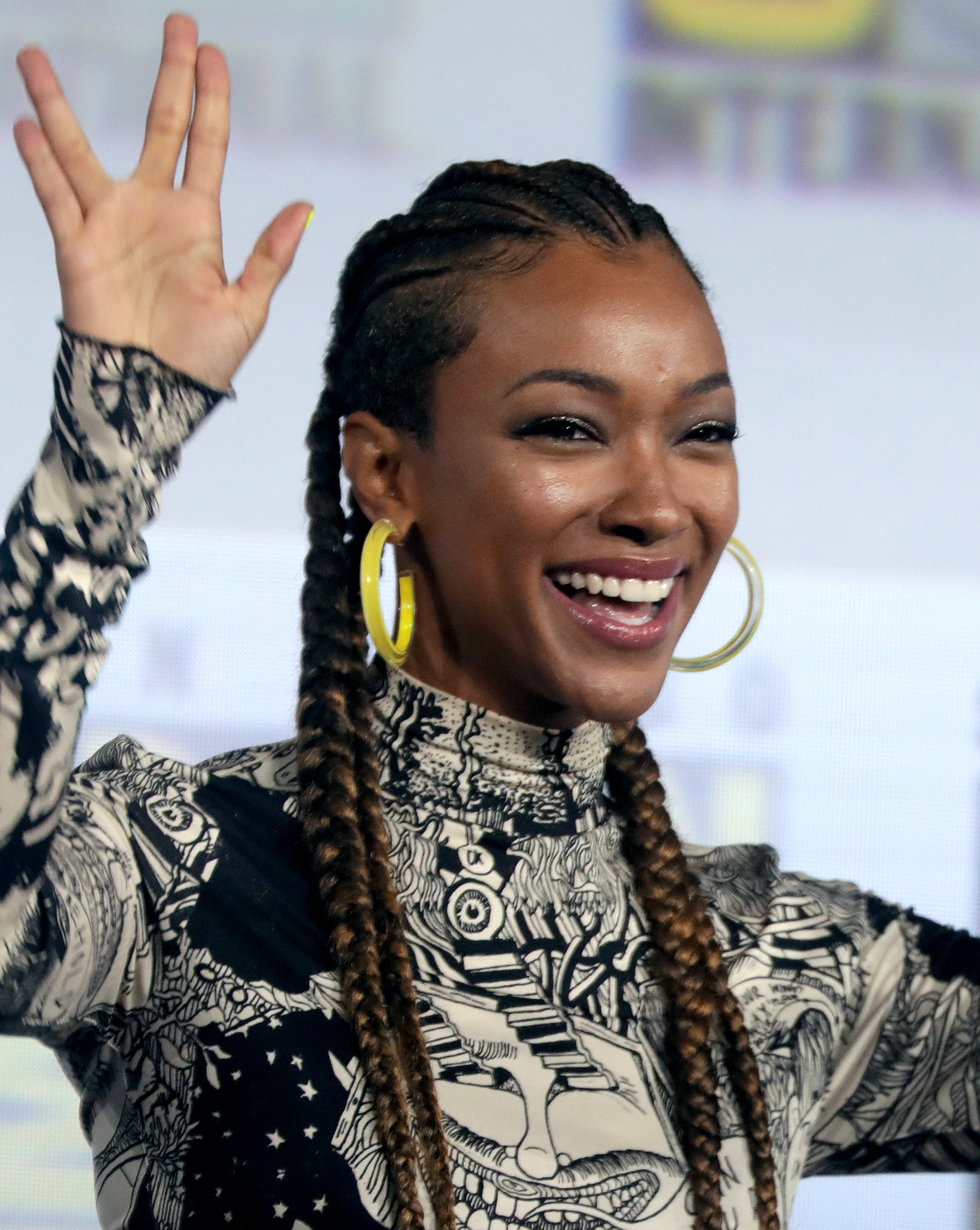
Sonequa Martin-Green interpreta Michael Burnham
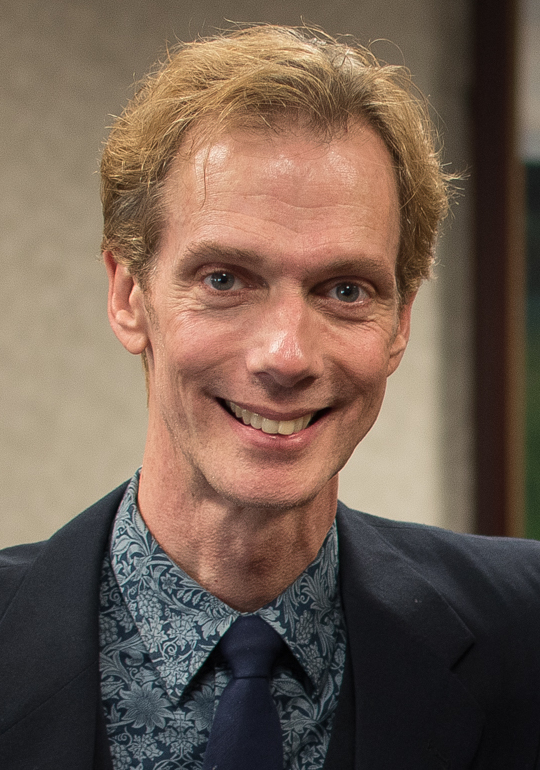
Doug Jones interpreta Saru
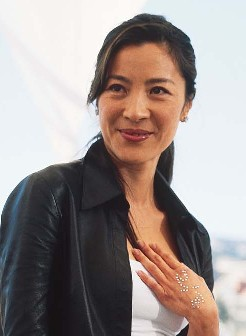
Michelle Yeoh interpreta il doppio ruolo del Capitano Philippa Georgiou e dell'Imperatrice Philippa Georgiou
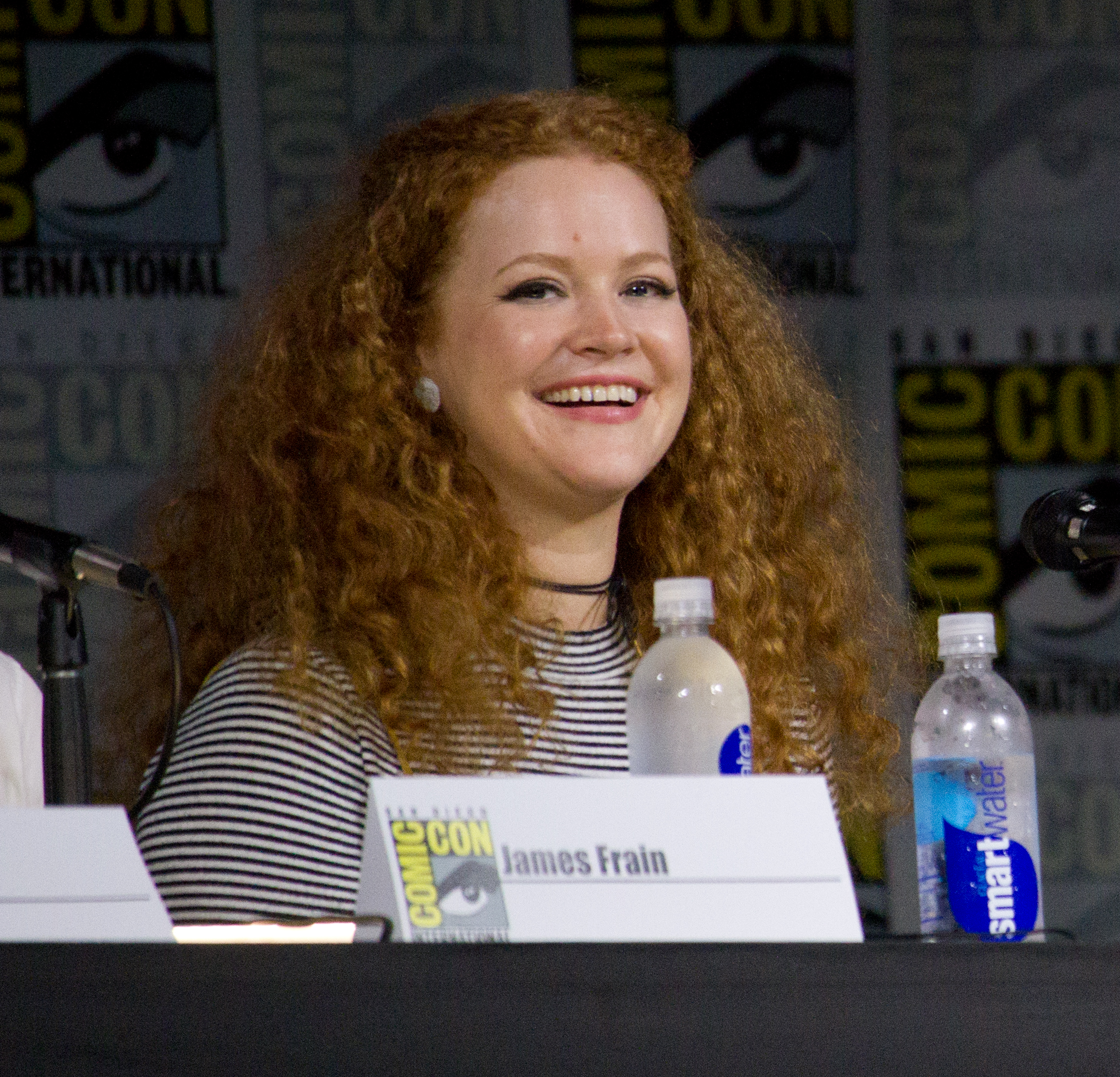
Mary Wiseman interpreta Sylvia Tilly
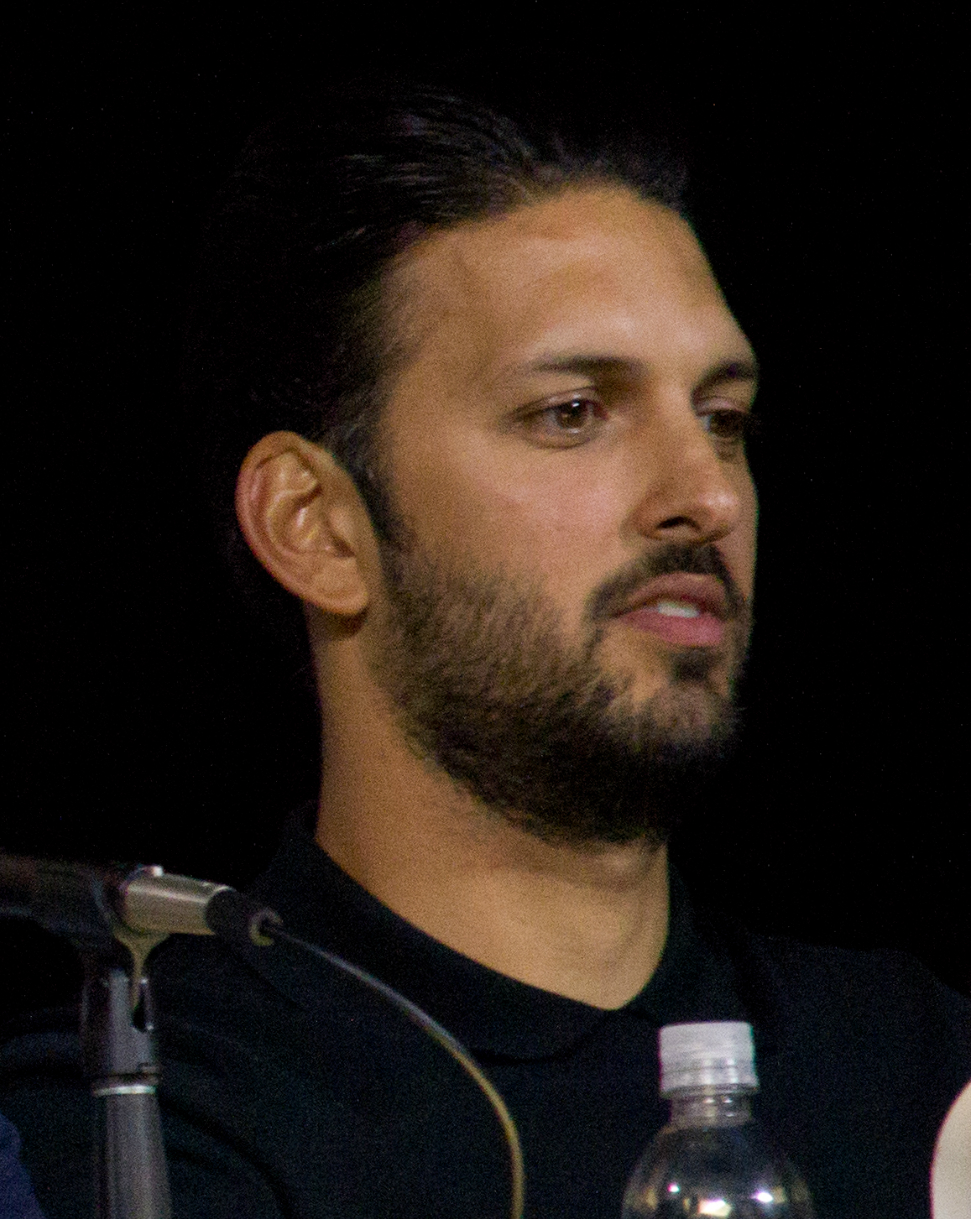
Shazad Latif interpreta Ash Tyler
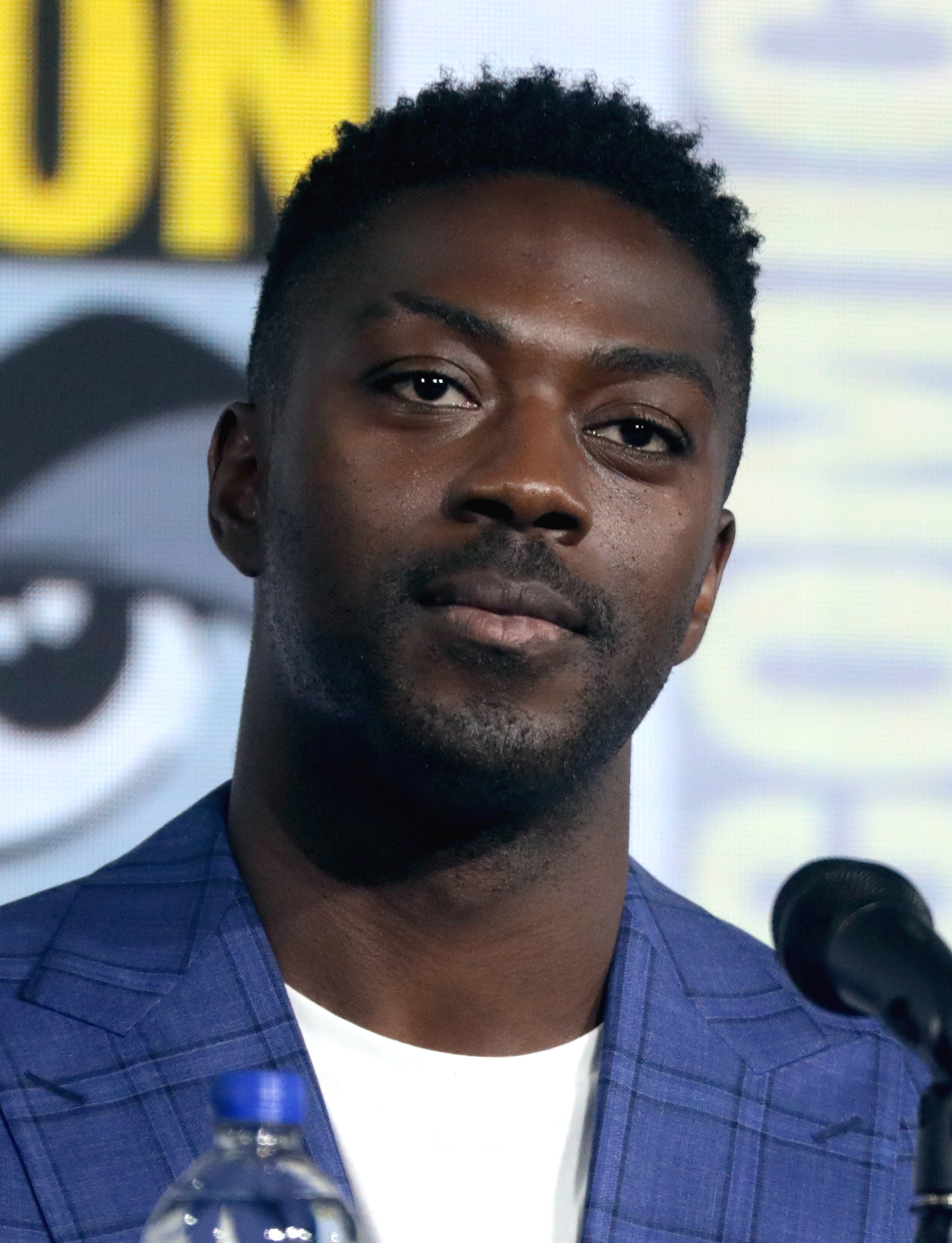
David Ajala interpreta Cleveland Booker
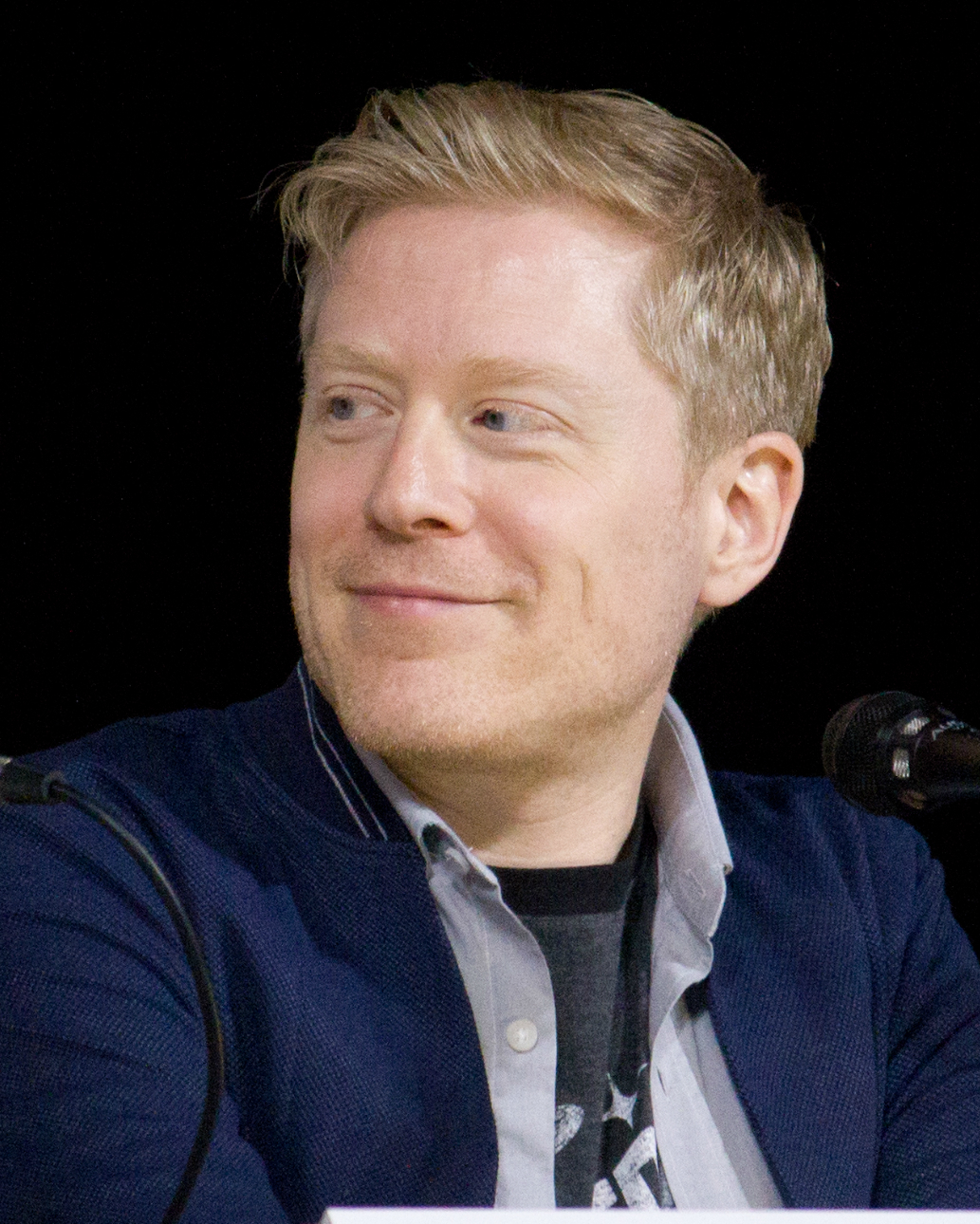
Anthony Rapp interpreta Paul Stamets
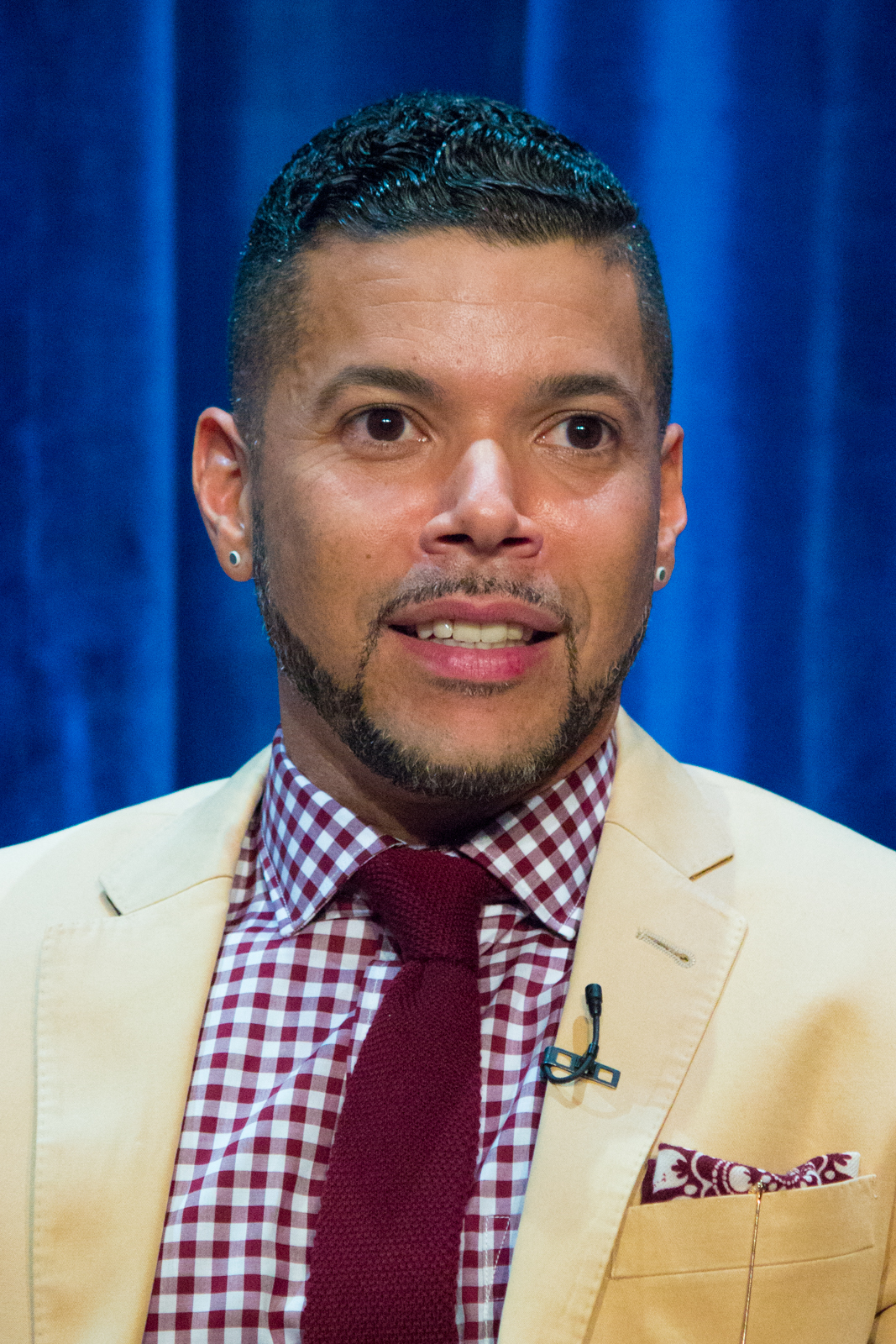
Wilson Cruz interpreta Hugh Culber

## Personaggi secondari

### USSDiscovery
- Adira Tal, interpretata da Blu del Barrio (stagioni 3-5), doppiata da Lucrezia Marricchi.
Adira è un'Umana che ospita un simbionte Trill, dopo la morte del suo ospite, Gray, che sale a bordo della Discovery quando questa visita la terra nel 3180 e vi rimane divenendo un membro effettivo del reparto scientifico.
- Airiam, interpretata da Sara Mitich (stagione 1) e da Hannah Cheesman (stagione 2), doppiata in italiano da Mattea Serpelloni.
Tenente comandante, è l'ufficiale di plancia responsabile della propulsione a spore; diviene Secondo Ufficiale della nave (terza in comando) dopo la morte di Landry. Airiam è un'Umana trasformata in cyborg per poterle salvare la vita dopo un incidente ed è molto stimata dai colleghi e benvoluta dalle colleghe, Burnham compresa: nonostante sia un'ammutinata, Airiam mostra verso di lei empatia e comprensione. Il suo stato cibernetico la rende vittima di Controllo, che si impossessa di lei e le fa compiere azioni contro la Discovery. Per questo motivo, ripresa coscienza di sé, chiede all'equipaggio di essere eliminata, cosa che viene fatta da Nhan, espellendola da un portello nello spazio. L'attrice che interpreta Airiam nella prima stagione, Sara Mitich, è stata sostituita con l'attrice Hannah Cheesman[11] nella seconda stagione in previsione di eliminare il personaggio e sostituirlo con un nuovo personaggio, Nilsson, a partire dalla fine della seconda stagione, interpretato dalla stessa Mitich.[2]
- D. Nhan, interpretata da Rachael Ancheril (stagioni 2-4), doppiata in italiano da Serena Sigismondo.
Comandante barzana della Flotta Stellare, ingegnere e Capo della Sicurezza prima dell'Enterprise e poi della Discovery, dove giunge al seguito di Pike. Combatte talvolta al fianco di Burnham, partecipando alle missioni a terra. Elimina Airiam quando viene ”posseduta” da Controllo della Sezione 31, elimina Leland al fianco di Georgiou e infine si offre volontaria per seguire Burnham e la Discovery nel trentaduesimo secolo, dove lascerà l'astronave della Flotta Astrale per rimanere a bordo dell'astronave barzana e riunirsi al suo popolo. In seguito, delusa dall'accoglienza del suo pianeta, si riunirà alla Flotta Stellare come ufficiale della sicurezza, ritornando brevemente a bordo della Discovery per una missione.
- Ellen Landry, interpretata da Rekha Sharma (stagioni 1, 3), doppiata in italiano da Giò Giò Rapattoni.
Ufficiale di plancia, comandante, è il capo della sicurezza della Discovery.[4] Viene uccisa dal tardigrado, catturato da Gabriel Lorca, quando tenta di sedarlo. Riappare in seguito nel doppio episodio della terza stagione Terraferma, come membro dell'equipaggio a bordo della Discovery dell'universo dello specchio.
- Eva Nilsson, interpretata da Sara Mitich (stagioni 2-4), doppiata in italiano da Mariagrazia Cerullo.[12]
La tenente (promossa tenente comandante nella quarta stagione) Nilsson è una ufficiale della Discovery che viene destinata alla plancia in sostituzione di Airiam quando questa muore, svolgendo funzione di ufficiale addetta al motore a spore sulla plancia.
- Gabriel Lorca, interpretato da Jason Isaacs (stagione 1), doppiato in italiano da Fabrizio Pucci.
È il severo capitano della USS Discovery durante la prima stagione, considerato un brillante stratega militare.[13][14] Il capitano Gabriel Lorca era un ufficiale dell'Impero Terrestre, ed era una figura di immenso prestigio nell'universo dello specchio durante la metà del 23º secolo. Mentre era al comando della ISS Buran tentò un colpo di stato senza successo contro l'imperatrice Philippa Georgiou. Divenne un fuggitivo, ricercato dall'Impero Terrestre per tradimento e omicidio di Michael Burnham, capitano della ISS Shenzhou. Fuggì in un universo parallelo e assunse l'identità della sua controparte, un ufficiale della Flotta Stellare della Federazione. In tale veste, fu nominato capitano a bordo della USS Discovery nel 2256 (Il contesto è per i re, Scegli il tuo dolore, Vostro malgrado, Sfrenata ambizione). Sfruttando la Discovery e fingendosi il Lorca "prime", recluta nell'universo canonico Michael Burnham e manipola le sue azioni per tornare nell'universo dello specchio. Per far tornare l'equipaggio della Discovery nell'universo canonico fa fingere Burnham di essere la sua controparte dell'universo dello specchio e le fa riprendere il comando della Shenzhou. Il suo vero obiettivo, tuttavia, è usare Burnham per accedere alla nave dell'Imperatrice (ep. Sfrenata ambizione). L'ossessione di Lorca per Burnham finisce per condannare i suoi sforzi, quando scopre la sua vera natura, che procede a rivelare a Georgiou, ai suoi lealisti e al suo ex equipaggio; Lorca è ucciso dalla stessa Georgiou che lo trafigge con la spada e lo fa cadere nel nucleo del motore a spore (ep. Il passato è il prologo).
- Gen Rhys, interpretato da Patrick Kwok-Choon (stagioni 1-5).
Tenente, ufficiale di plancia della Discovery dove è ufficiale tattico. Nel 32º secolo viene promosso a tenente comandante e ricopre anche l'importante ruolo di Secondo Ufficiale.[15]
- Gray Tal, interpretato da Ian Alexander (stagioni 3-5).
Gray è un Trill, ex fidanzato di Adira, deceduto, ma la cui coscienza rimane presente, ma visibile solo da Adira, finché non viene costruito un corpo sintetico che lo ospita e con il quale Gray ritorna sul pianeta Trill.
- Jett Reno, interpretata da Tig Notaro (stagioni 2-4), doppiata in italiano da Stefanella Marrama.
È il capo ingegnere della USS Hiawatha, sopravvissuta al suo schianto su un asteroide.[16] Soccorsa da Michael Burnham, rimane a bordo della USS Discovery divenendone uno dei membri dell'equipaggio della sala macchine.
- Joann Owosekun, interpretata da Oyin Oladejo (stagioni 1-5), doppiata da Ilaria Giorgino.
Ufficiale di plancia, è l'addetta alle operazioni della nave.
- Keyla Detmer, interpretata da Emily Coutts (stagioni 1-5), doppiata in italiano da Antonella Baldini.
Ufficiale di plancia, tenente, primo pilota della Discovery e addetta alla navigazione. Keyla Detmer era originalmente pilota della USS Shenzhou, dove viene ferita, perdendo l'occhio sinistro, quando l'astronave viene distrutta dai Klingon e perciò indossa un impianto cibernetico sulla parte sinistra del cranio. Nel 32º secolo viene promossa a tenente comandante.
- Linus, interpretato da David Benjamin Tomlinson (stagioni 2-5).
È un maschio Sauriano a bordo della Discovery dove è un sottotenente della divisione scientifica. Tomlinson ha impersonato numerosi altri personaggi all'interno della serie, tra cui Klingon e Kelpiani.
- Ronald A. Bryce, interpretato da Ronnie Rowe (stagioni 1-4), doppiato da Emiliano Ragno.
Ufficiale di plancia della Discovery e addetto alle comunicazioni.
- Tracy Pollard, interpretata da Raven Dauda (stagioni 1-4).
Ufficiale medico della USS Discovery.
- Zora, doppiata da Annabelle Wallis (stagione 3-5).
Zora è l'intelligenza artificiale che governa la USS Discovery ed è emersa grazie alla memoria della Sfera salvata nel computer della Discovery. Appare per la prima volta nel cortometraggio Calypso, della prima stagione della serie antologica Star Trek: Short Treks, dove viene inoltre interpretata fisicamente dall'attrice Sash Striga, che ne impersona l'avatar digitale.

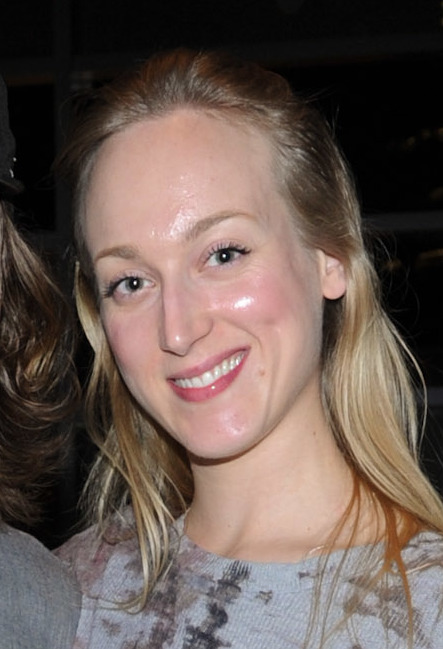
Hannah Cheesman, seconda interprete di Airiam
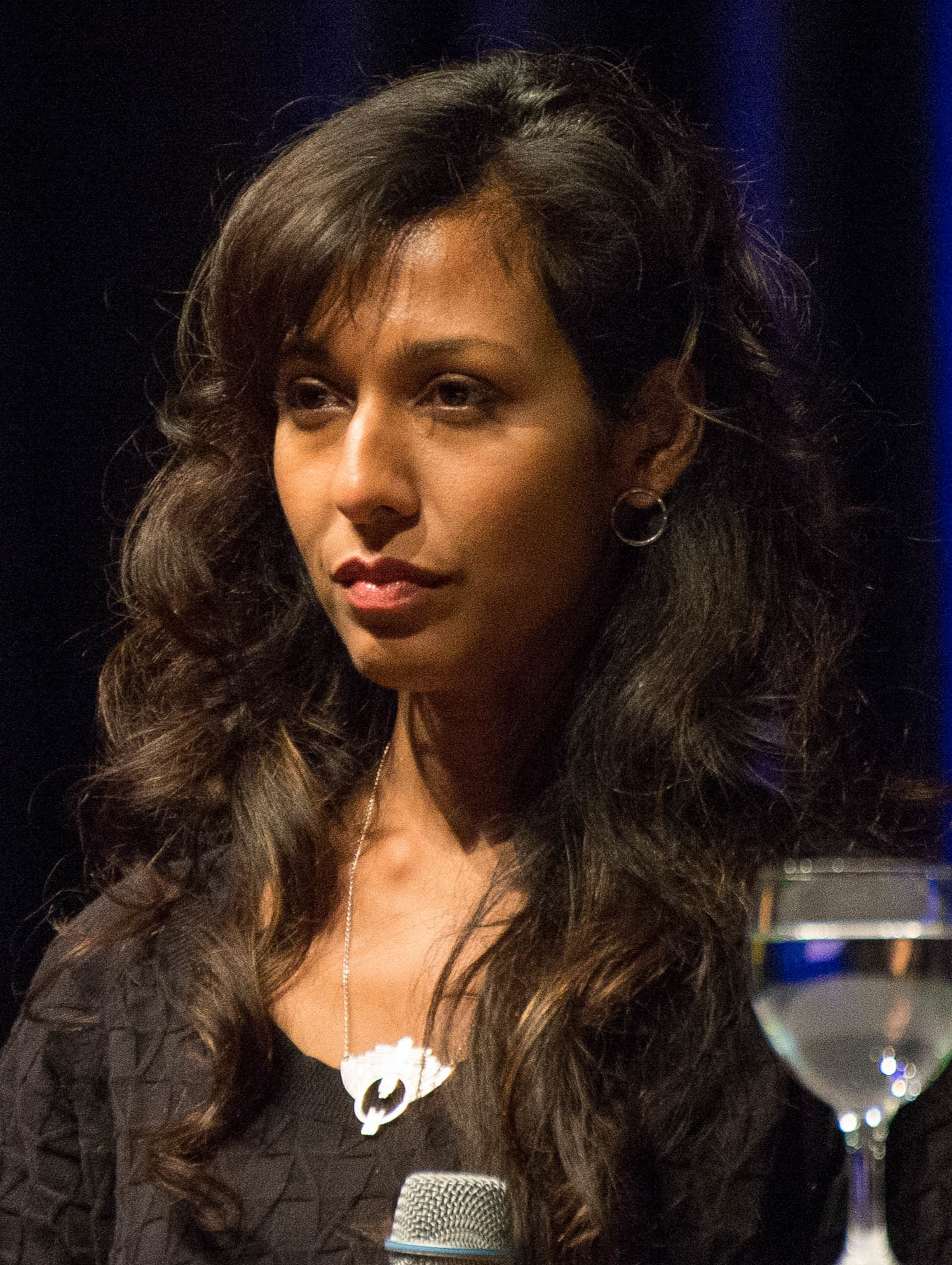
Rekha Sharma, interprete di Ellen Landry
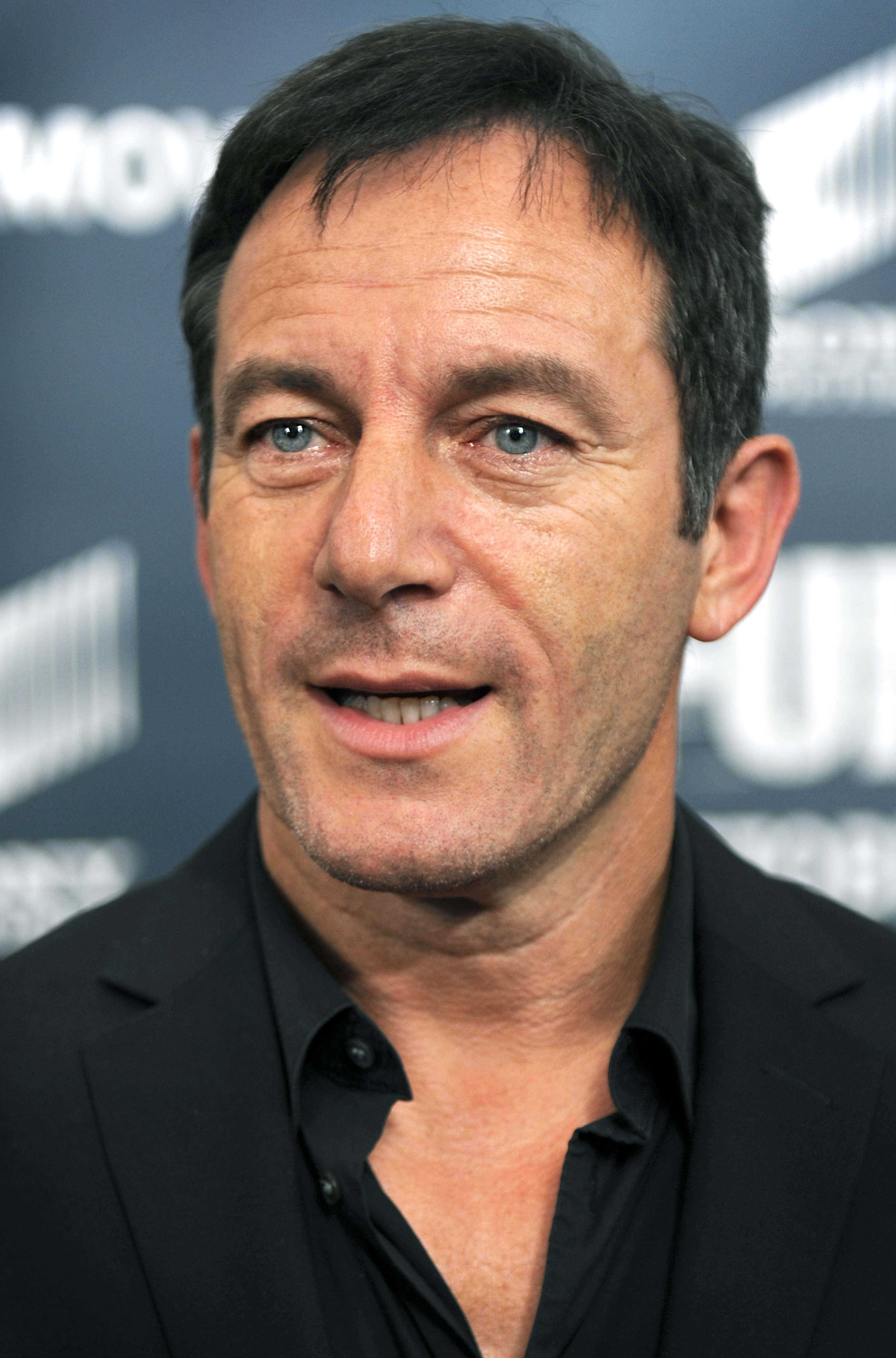
Jason Isaacs interpreta Gabriel Lorca
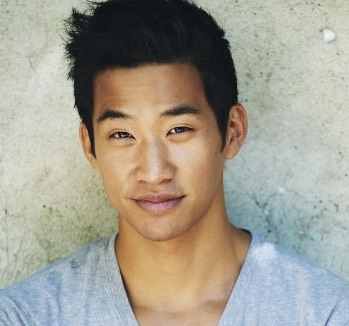
Patrick Kwok-Choon, interprete di Gen Rhys
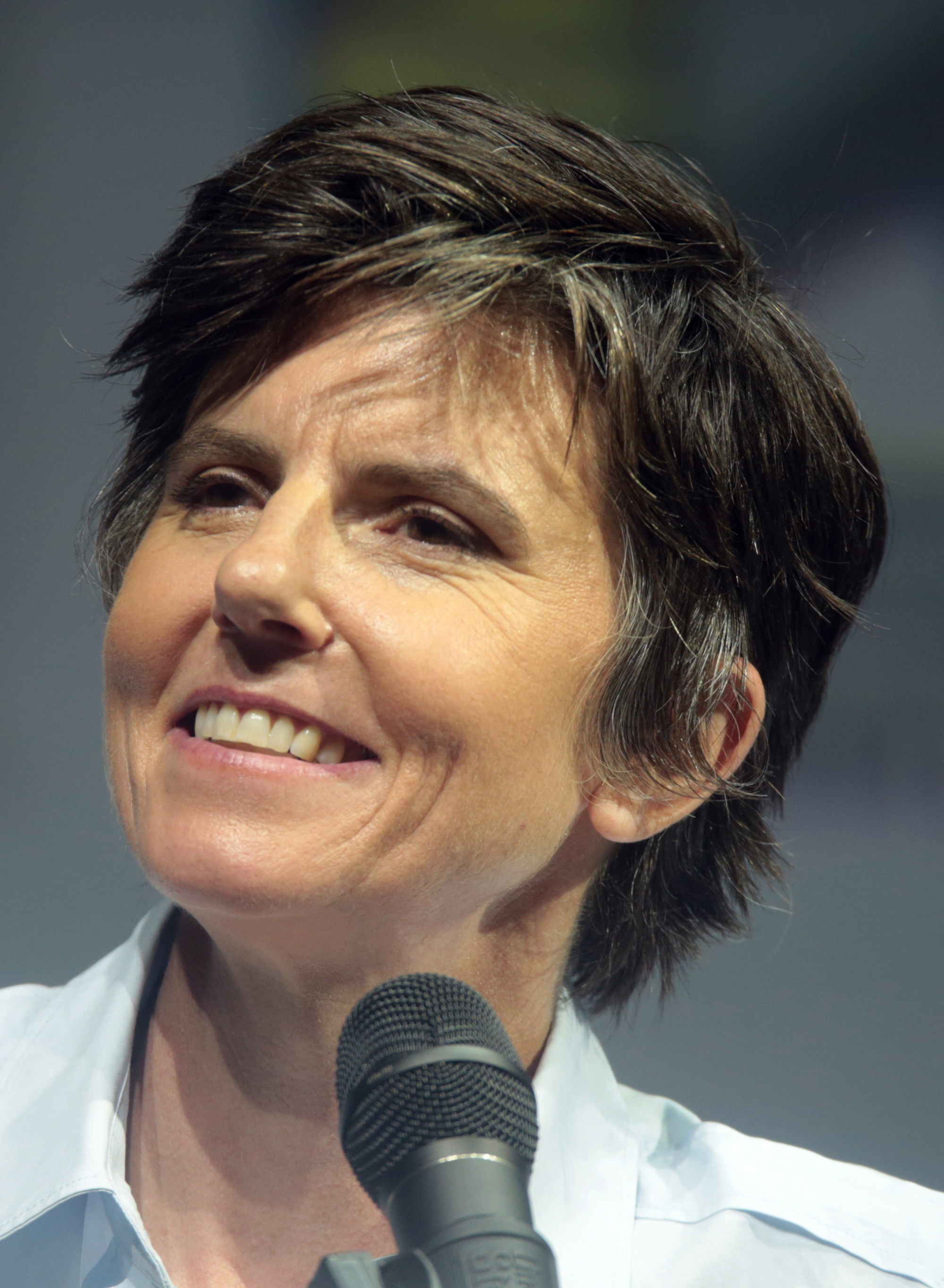
Tig Notaro, interprete di Jett Reno
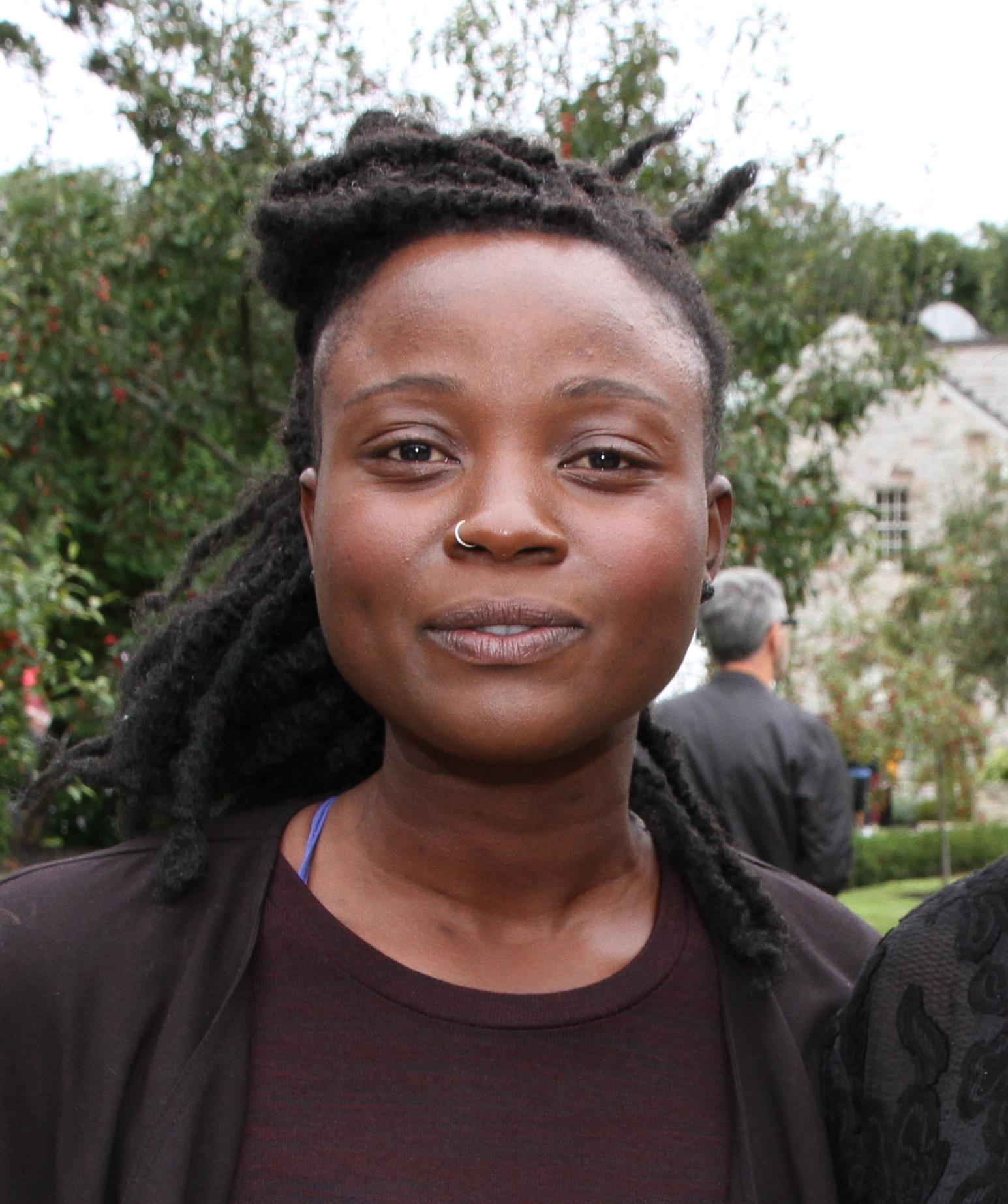
Oyin Oladejo, interprete di  Joann Owosekun
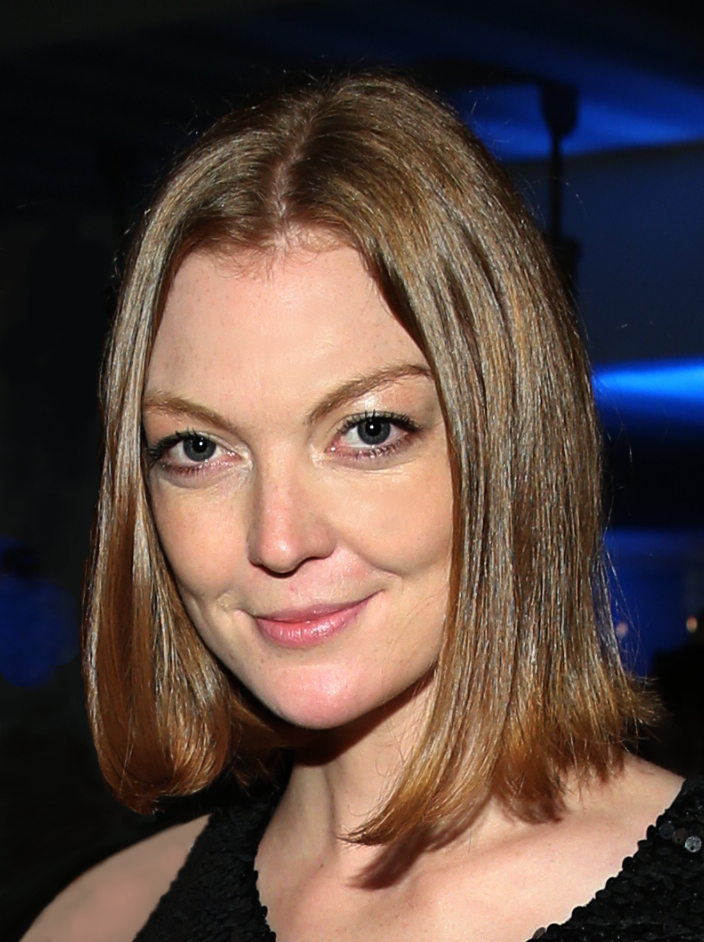
Emily Coutts, interprete di Keyla Detmer
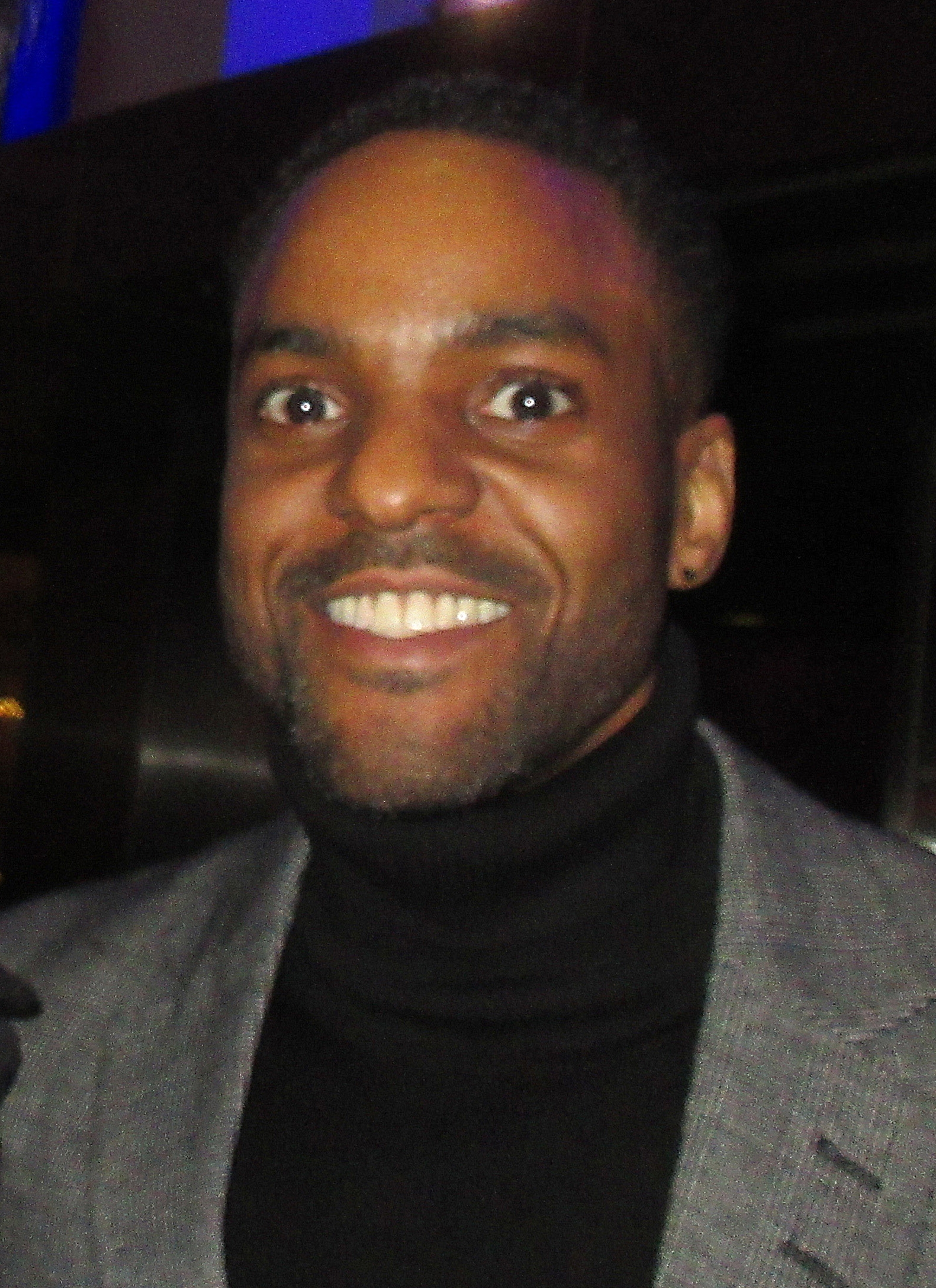
Ronnie Rowe, interprete di Ronald A. Bryce
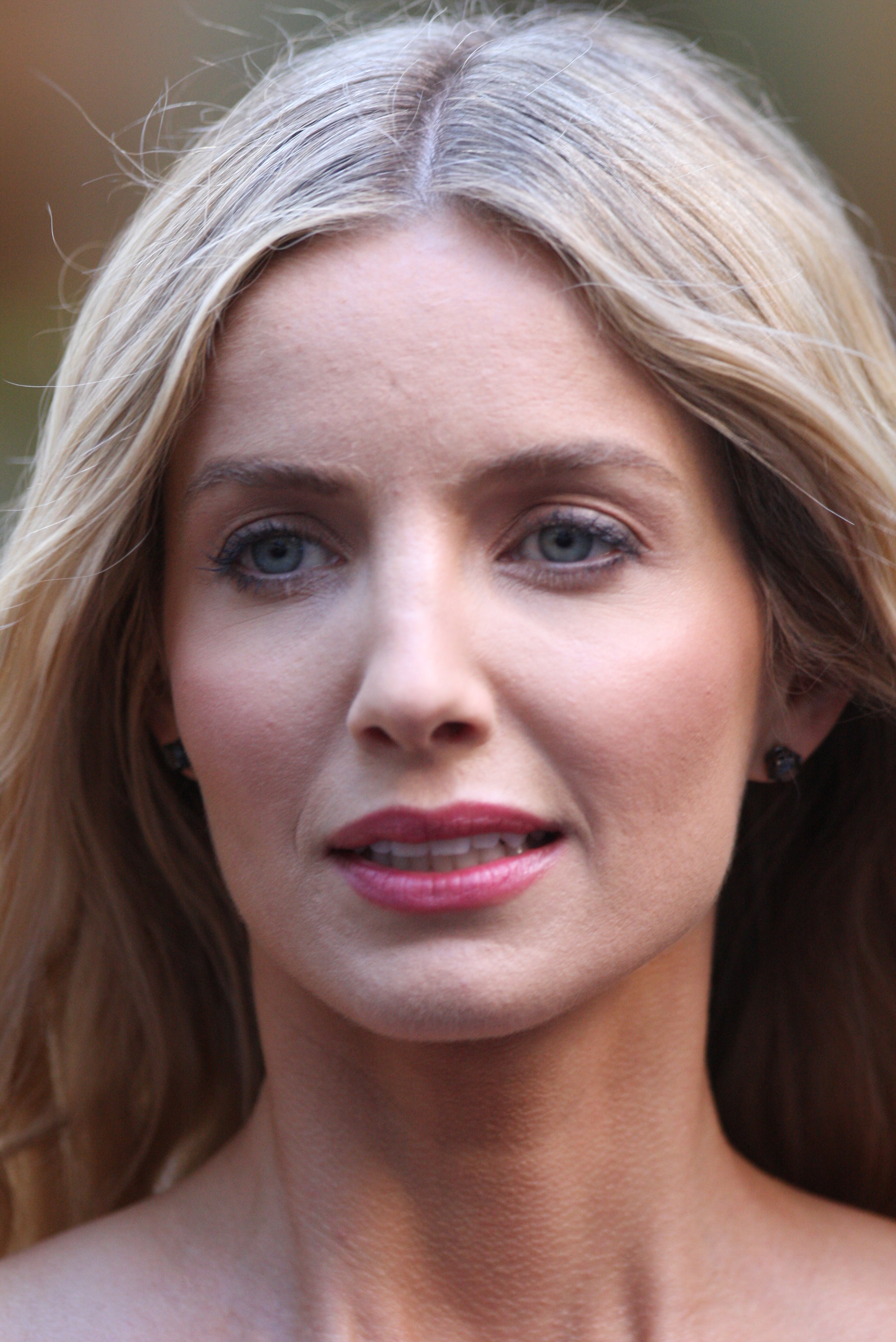
Annabelle Wallis voce originale dell'A.I. Zora

### XXIII secolo

#### USSShenzhou
- Philippa Georgiou, interpretata da Michelle Yeoh (stagione 1), doppiata in italiano da Laura Romano.
È il capitano della USS Shenzhou. Viene uccisa dal T'Kuvma dopo essersi teletrasportata a bordo della sua astronave.[17][9]
- Dr. Nambue, interpretato da Maulik Pancholy (stagione 1), doppiato in italiano da Emiliano Coltorti.
È l'ufficiale medico a bordo della USS Shenzhou.[18]
- Danby Connor, interpretato da Sam Vartholomeos (stagione 1), doppiato in italiano da Manuel Meli.
È un guardiamarina appena diplomatosi all'Accademia della Flotta Stellare, assegnato alla USS Shenzhou.[18]
- Troy Januzzi, interpretato da Romaine Waite (stagione 1), doppiato in italiano da Flavio Aquilone.
È un tenente di plancia della USS Shenzou, addetto alle comunicazioni.

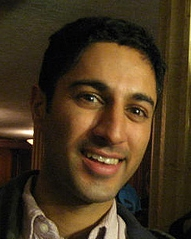
Maulik Pancholy interpreta Nambue

#### USSEnterprise
La seconda stagione di Star Trek: Discovery funge da prequel allo spin-off Star Trek: Strange New Worlds, in cui confluisce una parte dei membri dell'equipaggio dell'Enterprise elencati di seguito.
- Christopher Pike, interpretato da Anson Mount (stagione 2), doppiato in italiano da Marco Vivio.
Pike è il capitano della USS Enterprise; diventa temporaneamente capitano della USS Discovery dopo Lorca, durante la seconda stagione.
- Una Chin-Riley, interpretata da Rebecca Romijn (stagione 2).
Primo ufficiale della USS Enterprise, soprannominata da Pike "Numero Uno".[19] Nel primo episodio pilota di Star Trek, Lo zoo di Talos, è stata interpretata da Majel Barrett.[20]
- Spock, interpretato da Ethan Peck (stagione 2), doppiato in italiano da David Chevalier.[21]
Vulcaniano, ufficiale scientifico a bordo della USS Enterprise capitanata da Christopher Pike e, successivamente, ufficiale scientifico e primo ufficiale della USS Enterprise capitana da James T. Kirk. Precedentemente il personaggio era infatti apparso nella serie classica, dov'era interpretato da Leonard Nimoy, e nella serie di film di J. J. Abrams, dov'era interpretato da Zachary Quinto.
- Amin, interpretata da Samora Smallwood (stagione 2).
Ufficiale addetta alle operazioni a bordo della USS Enterprise.
- Mann, interpretata da Hanneke Talbot (stagione 2).
Ufficiale di plancia addetta alle operazioni a bordo della USS Enterprise.
- Nicola, interpretato da Chai Valladares (stagione 2).
Ufficiale di plancia addetto alle comunicazioni a bordo della USS Enterprise.

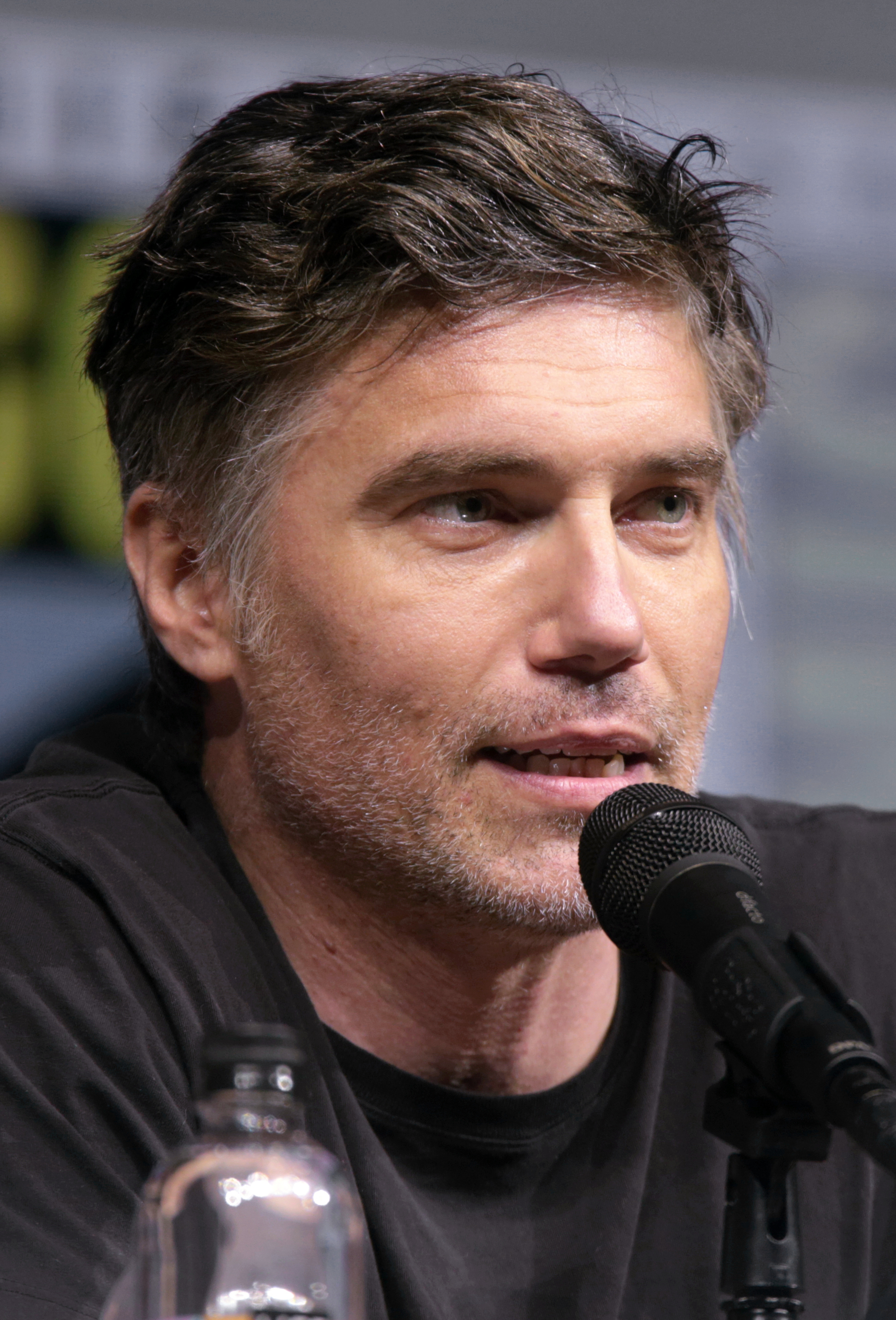
Anson Mount interpreta Christopher Pike
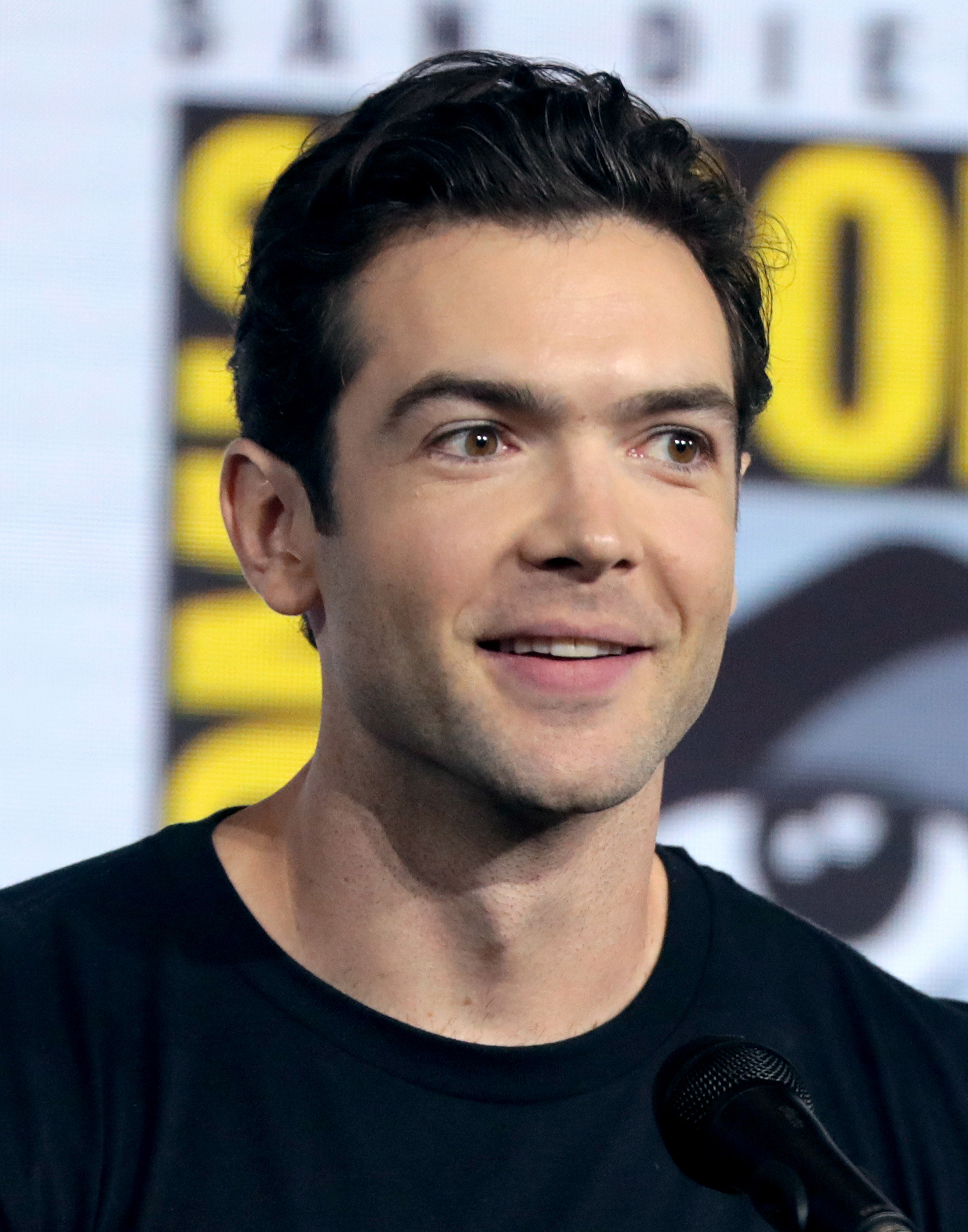
Ethan Peck interpreta Spock
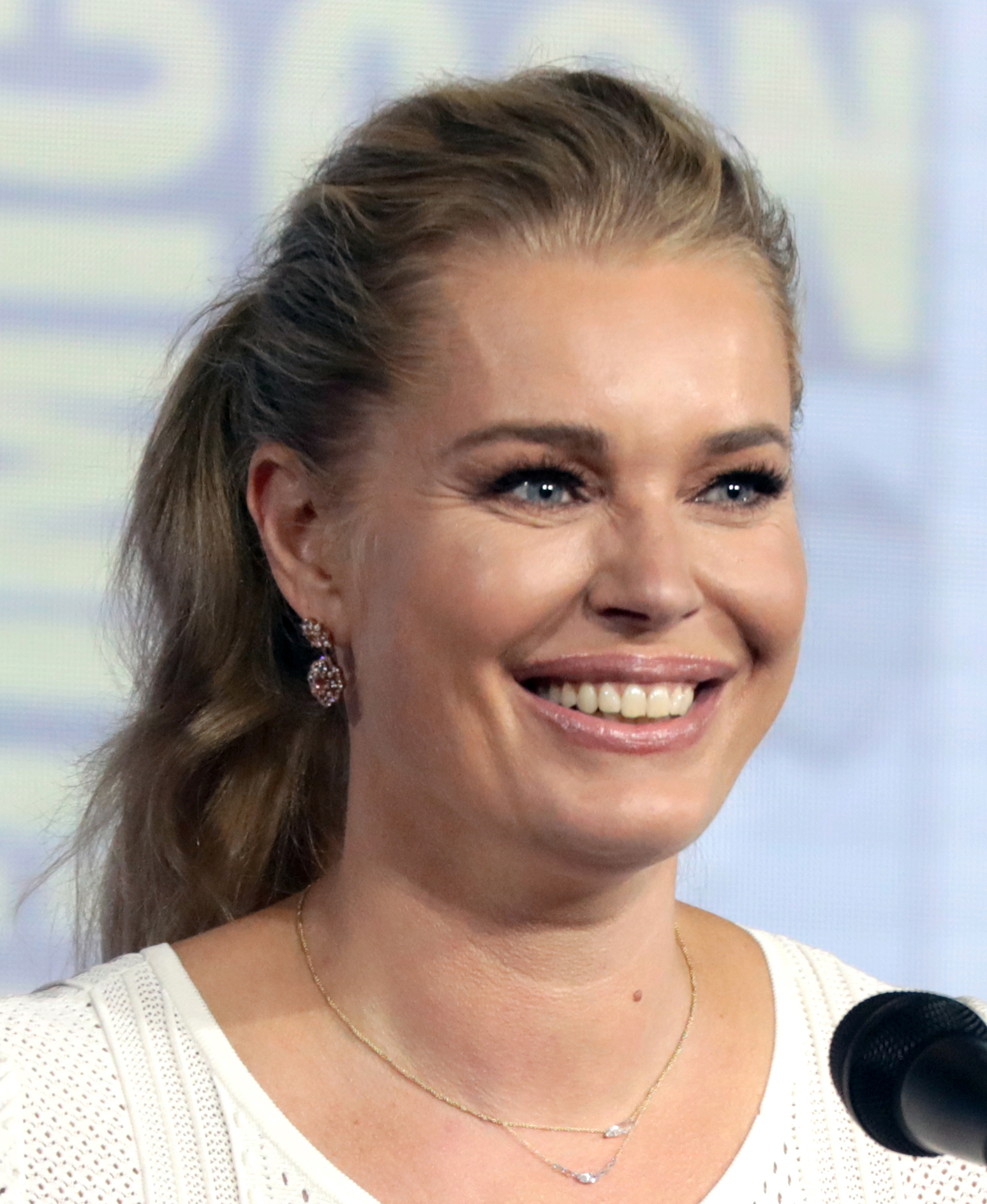
Rebecca Romijn interpreta Una Chin-Riley
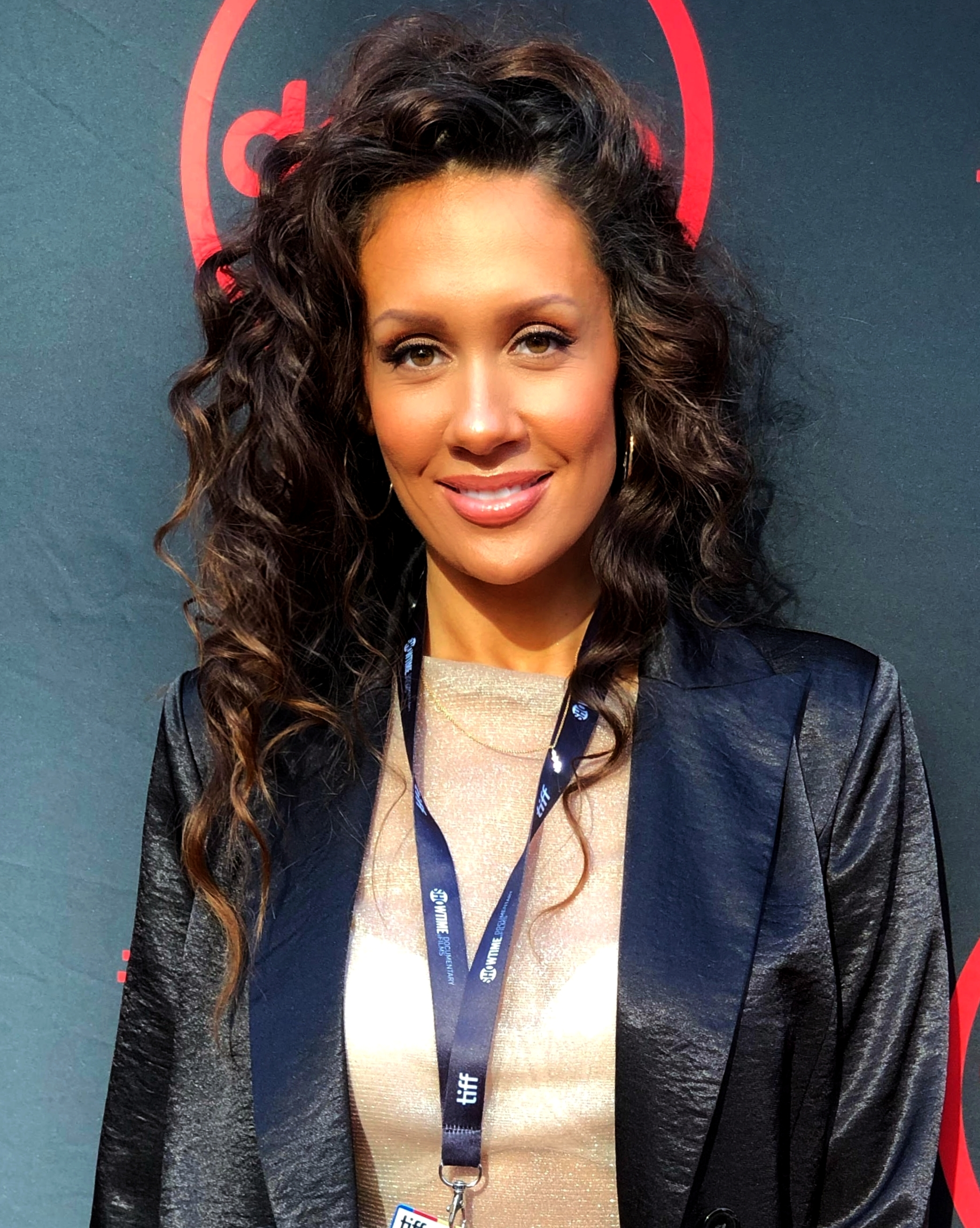
Samora Smallwood interpreta Amin

#### Klingon
- L'Rell, interpretata da Mary Chieffo (stagioni 1-2), doppiata in italiano da Monica Bertolotti.
È il comandante del ponte di combattimento di una nave klingon. Compagna di Voq, ne aiuta la trasformazione in Umano e in seguito diviene cancelliere dell'Impero Klingon.[22]
- T'Kuvma, interpretato da Chris Obi (stagione 1), doppiato in italiano da Paolo Marchese.
È un leader che vuole unire le casate klingon.[22]
- Kol, interpretato da Kenneth Mitchell (stagioni 1-2), doppiato in italiano da Massimo Rossi.
È un comandante klingon, guerriero della casata di Kor, in conflitto con le idee di T'Kuvma.[23]
- Tenavik, interpretato da Kenneth Mitchell (stagione 2).
È un Klingon, è il figlio di Voq and L'Rell, portato al monastero di Boreth dove, a causa dei cristalli del tempo presenti sul pianeta, quando viene incontrato da Christopher Pike, è un adulto, divenuto monaco del monastero.
- Ujilli, interpretato da Damon Runyan (stagioni 1-2), doppiato in italiano da Stefano Annunziato.
È uno dei leader dell'Impero Klingon.[4]
- Dennas, interpretata da Clare McConnell (stagione 1).
È una dei leader dell'Impero Klingon.[4]

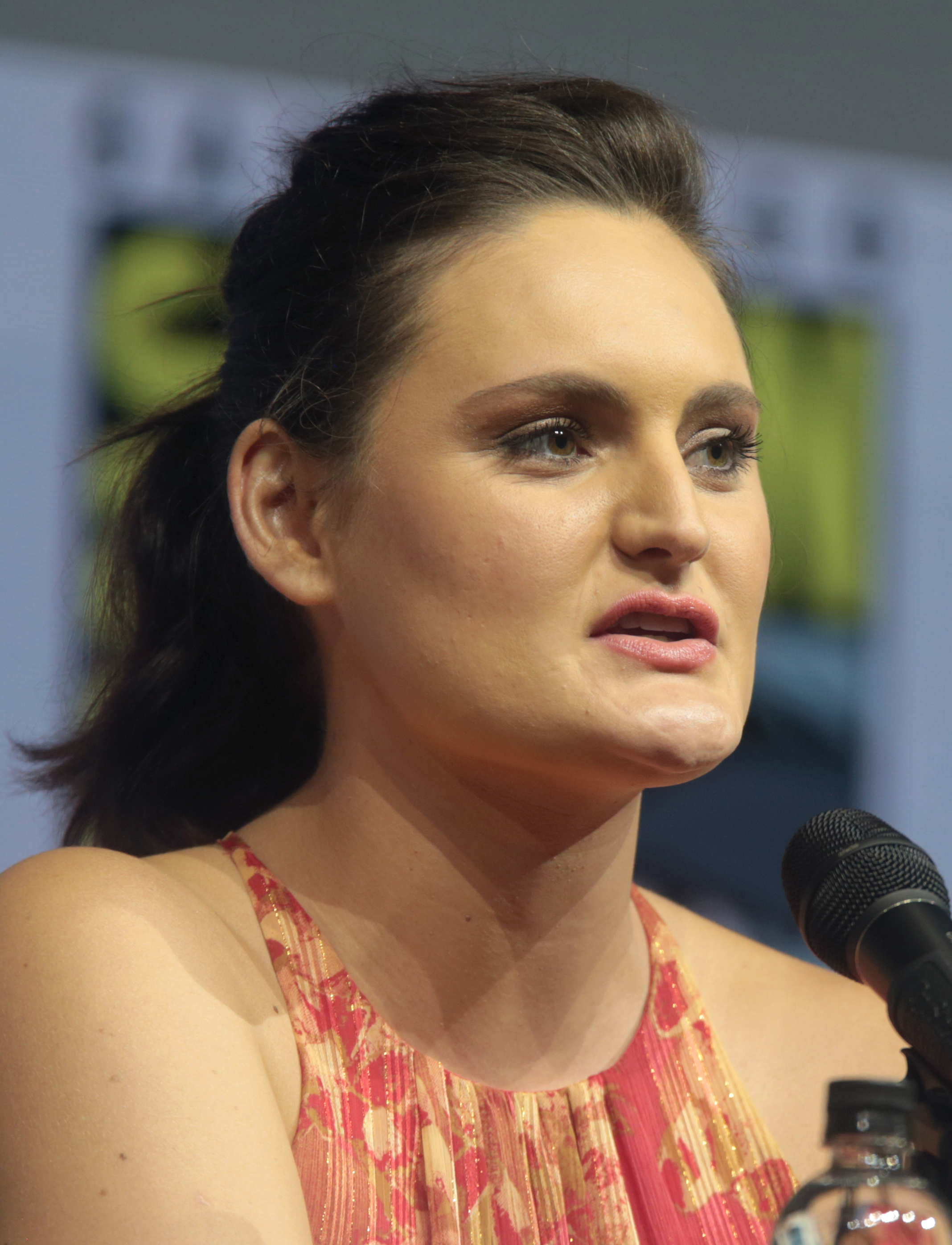
Mary Chieffo interpreta L'Rell

#### Universo dello specchio
- Airiam, interpretata da Hannah Cheesman (stagione 3), doppiata in italiano da Mattea Serpelloni.
Airam è un ufficiale dell'Impero Terrestre, membro dell'equipaggio della ISS Discovery su cui serve in qualità di ufficiale delle comunicazioni nel 2255. In questo universo Airiam non ha mai subito l'incidente l'ha resa una cyborg per permetterle di sopravvivere. L'attrice Hannah Cheesman appare quindi nei due episodi della terza stagione Terraferma (prima parte) (Terra Firma: Part 1) e Terraferma (seconda parte) (Terra Firma: Part 2) priva del trucco prostetico.
Nella serie a fumetti Star Trek: Discovery - Succession, Airam riceve potenziamenti cibernetici successivamente, nel 2257. Trasferita dalla ISS Discovery alla ISS Shenzhou, dopo la distruzione della ISS Charon, Airiam prende il comando della Shenzhou, quindi, dopo aver ucciso il capitano Michael Burnham, si proclama nuova imperatrice terrestre.[24]
- Sylvia Tilly, detta Killy, interpretata da Mary Wiseman (stagioni 1, 3), doppiata in italiano da Giulia Santilli.
Nell'universo dello specchio Sylvia Tilly è lo spietato capitano della Discovery, venendo soprannominata dall'Imperatrice Philippa Georgiou "Killy"[N 1]. Rispetto alla Tilly della Federazione, è molto più sicura di sé ed è bionda, con i capelli lisci, anziché rossa e riccia.

#### Altri personaggi
- Amanda Grayson, interpretata da Mia Kirshner (stagioni 1-2).
È la moglie umana di Sarek, madre di Spock e madre adottiva di Michael Burnham. Il personaggio era già apparso nella serie classica, interpretata da Jane Wyatt.[25]
- Brett Anderson, interpretato da Terry Serpico (stagione 1), doppiato in italiano da Roberto Draghetti.
È un ammiraglio della Flotta Stellare.[18]
- Controllo.
È un'intelligenza artificiale che cerca di entrare in possesso dei dati della Sfera contenuti nella Discovery, infiltrandosi della Sezione 31 con il fine ultimo di distruggere ogni forma di vita della galassia.
- Harry Mudd, interpretato da Rainn Wilson (stagione 1), doppiato in italiano da Alessandro Quarta.
È un carismatico criminale e truffatore.[26] Il personaggio è apparso per la prima volta nella serie originale di Star Trek, interpretato da Roger C. Carmel.[27]
- Katrina Cornwell, interpretata da Jayne Brook (stagioni 1-2), doppiata in italiano da Claudia Razzi.
Vice ammiraglio della Flotta Stellare e amante del capitano Gabriel Lorca. Si ritiene possa essere il personaggio Lethe, già apparso nell'episodio Trasmissione di pensiero della serie classica, il che giustificherebbe il titolo del sesto episodio della prima stagione, Lete.[28]
- Leland, interpretato da Alan van Sprang (stagione 2).
Leeland è un agente della Sezione 31, i servizi d'intelligence della Flotta Stellare.[29]
- Me Hani Ika Hali Ka Po, o più semplicemente Po, interpretata da Yadira Guevara-Prip (stagione 2).
Principessa Xahean, divenuta regina del pianeta Xahea, giovane sovrana dotata di straordinaria intelligenza e amica di Tilly.
- Sarek, interpretato da James Frain (stagioni 1-2), doppiato in italiano da Alberto Angrisano.
Sarek è un astrofisico vulcaniano, ambasciatore di Vulcano presso la Federazione dei Pianeti Uniti e padre di Spock e Sybok, nonché padre adottivo di Michael Burnham. Il personaggio è apparso per la prima volta nella serie classica, interpretato da Mark Lenard.[30][31]
- Siranna, interpretata da Hannah Spear (stagioni 2-3).
Nata su Kaminar, di razza Kelpiana, è la sorella prediletta di Saru e figlia di Aradar, diviene sacerdotessa sul suo pianeta, viene implicata nell’investigazione relativa all'Angelo Rosso e infine aiuta la Discovery alla guida di un Caccia Ba’ul.
- Vina, interpretata da Melissa George (stagione 2).[32]
Vina è una donna terrestre, unica sopravvissuta di una spedizione naufragata sul pianeta Talos IV, dove, rimasta gravemente ferita, è stata curata dai Talosiani, che, non conoscendo la fisiologia umana, l'hanno lasciata orribilmente sfigurata. Grazie al loro potere di creare illusioni, lei ha potuto tuttavia riavere la sua bellezza, ma costringendola a rimanere per sempre sul pianeta. Il personaggio era già comparso nell'episodio pilota della serie classica Lo zoo di Talos (The Cage), dove era interpretata da Susan Oliver.

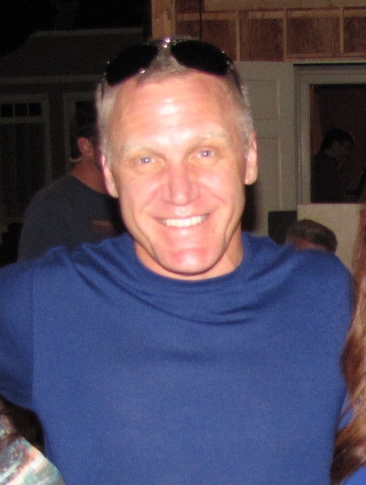
Terry Serpico, interprete di Brett Anderson
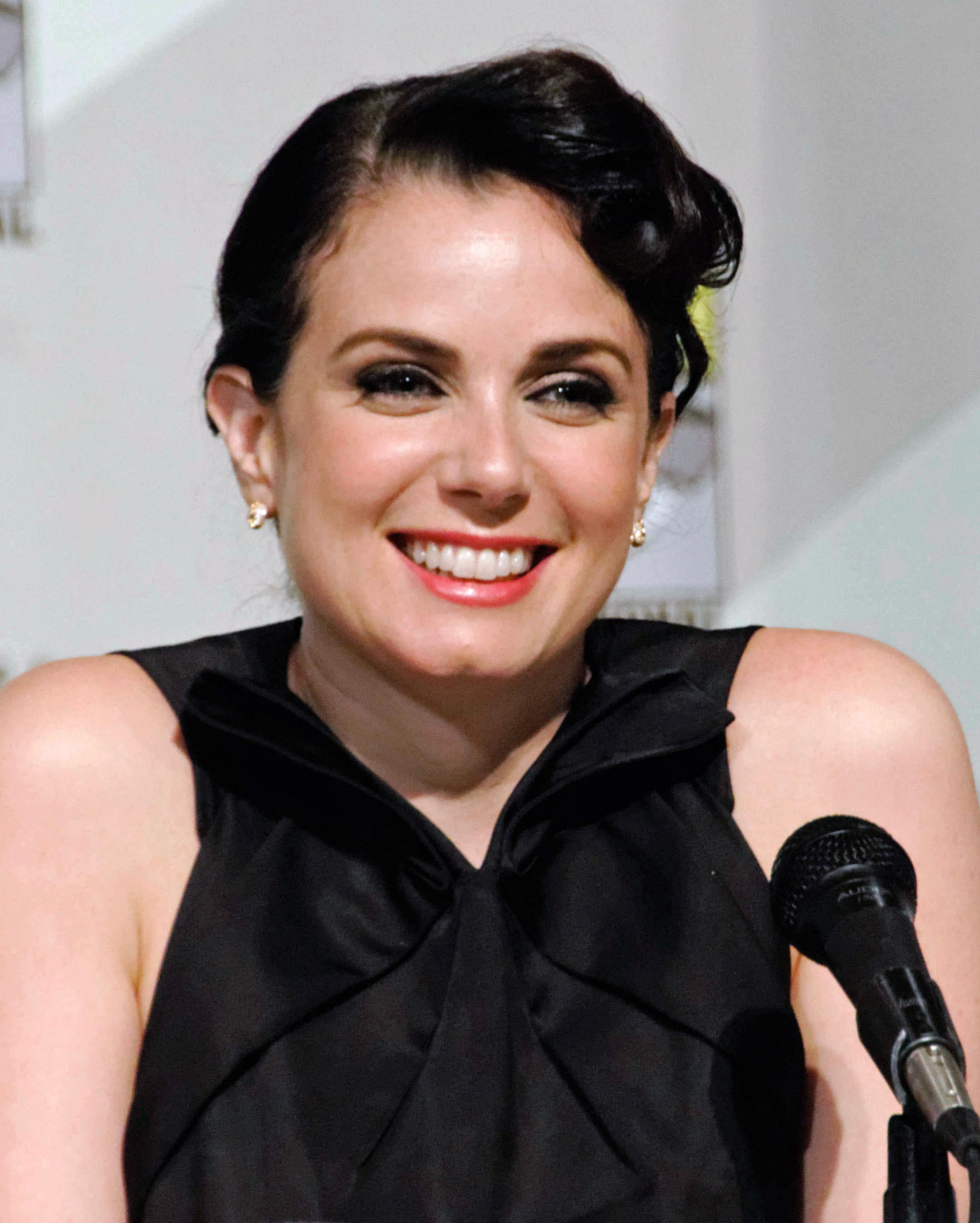
Mia Kirshner, interprete di Amanda Grayson
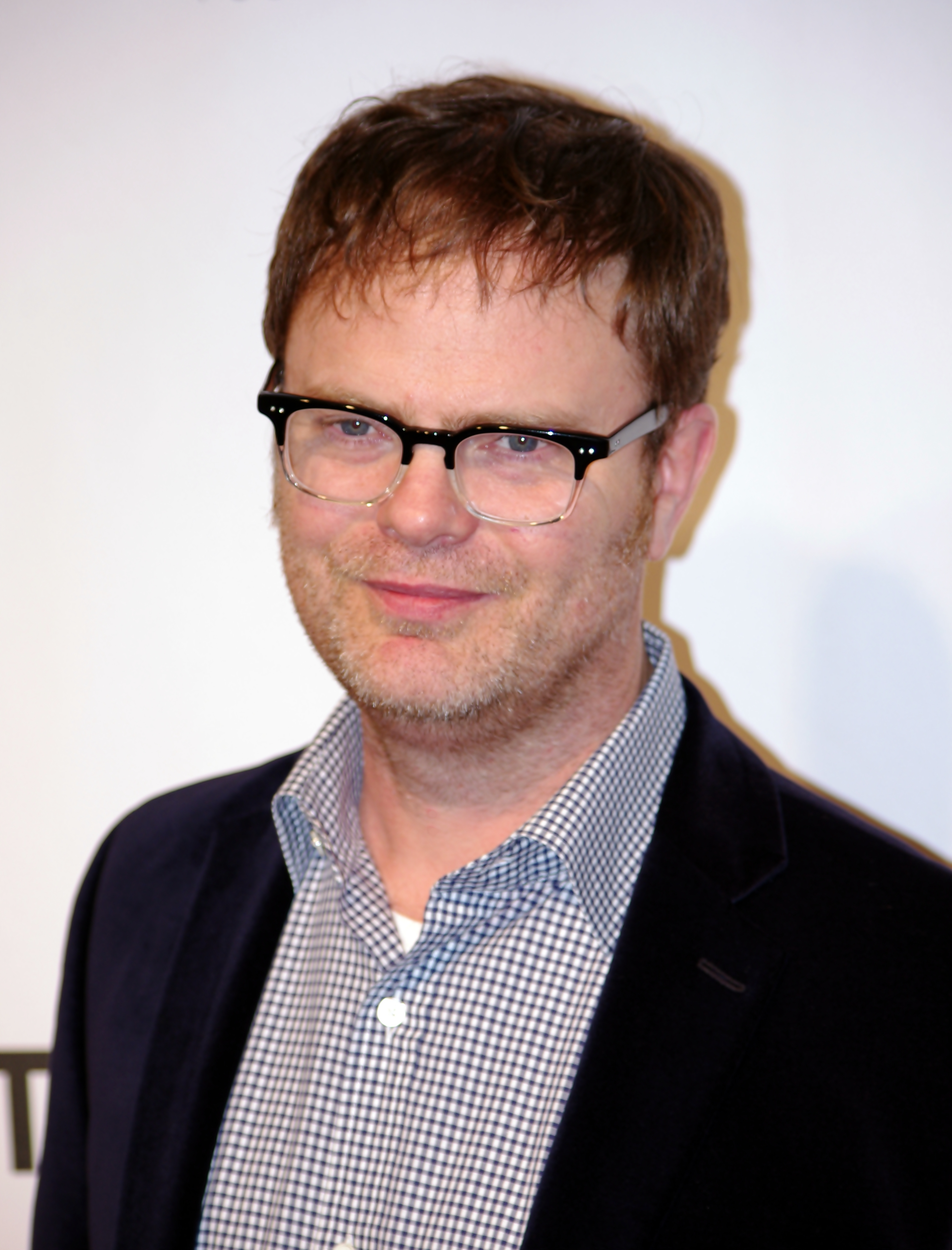
Rainn Wilson, interprete di Harry Mudd
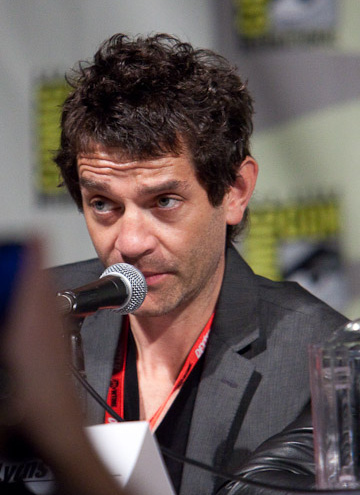
James Frain, interprete di Sarek
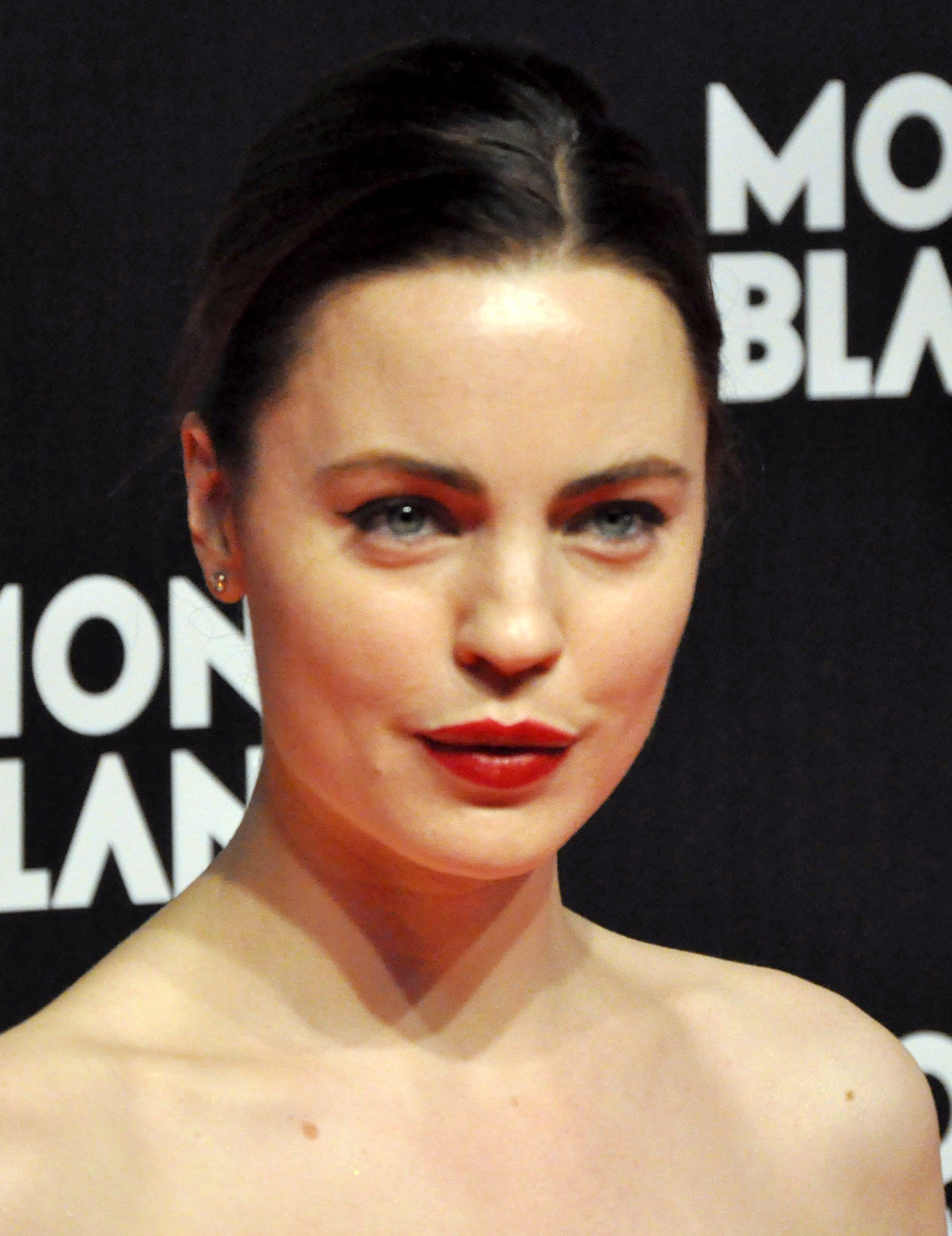
Melissa George, interprete di Vina

### XXXII secolo
- Su'Kal (stagioni 3-4), interpretato da Bill Irwin.
Kelpiano, è nato sul pianeta di dilitio nella nebulosa di Verubin dove sono precipitati suo padre e sua madre e da cui, alla morte della madre, ha involontariamente scatenato il Grande Fuoco, che ha distrutto tutto il dilitio e la stragrande maggioranza delle astronavi a curvatura della Federazione. Viene ritrovato dall'equipaggio della Discovery dopo oltre cent'anni e convinto da Saru a ripartire con lui per Kaminar.
- Aditya Sahil (stagione 3), interpretato da Adil Hussain.
È un ufficiale della Flotta Stellare che presiede una stazione generazionale abbandonata della Federazione, succedendo al nonno e al padre in questo compito. Non ha mai incontrato alcun altro membro della Federazione in tutta la sua vita, fino all'arrivo di Michael Burnham, che ufficialmente gli conferisce il suo titolo.
- Aurelio (stagione 3), interpretato da Kenneth Mitchell.
Aurelio è uno scienziato umano che è stato soccorso da Osyraa, verso cui nutre una devota fiducia credendola in buona fede e della quale ne è divenuto un fedele aiutante. Il personaggio è stato appositamente creato dai produttori della serie per offrire a Kenneth Mitchell, già interprete dei Klingon Kol e Tenavik, una parte in cui figurasse senza trucco di scena.[2] All'attore, dopo aver partecipato alle prime due stagioni della serie, è stata infatti diagnosticata la sclerosi laterale amiotrofica, che lo ha costretto su una sedia a rotelle, motivo per cui per interpretare la parte di Aurelio è stata costruita un'apposita struttura mobile che gli permettesse di interpretare il personaggio senza stare seduto, ma all'altezza degli altri attori.[2]
- Charles Vance (stagioni 3-5), interpretato da Oded Fehr, doppiato da Luca Biagini.
Umano, ammiraglio di flotta, è il comandante in capo della Flotta Stellare.
- Christopher (stagioni 4-5), interpretato da Orville Cummings, doppiato da Stefano Sperduti.
Tenente, addetto alle comunicazioni, sostituisce Bryce che viene assegnato come collaboratore del dottor Kovich.
- Dr. Hirai (stagione 4), interpretato da Hiro Kanagawa.
È uno specialista della Federazione dei Pianeti Uniti in astrolinguistica, xenofonologia e semiotica teorica, che viene impiegato per il primo contatto con la specie Dieci-C.
- Gabrielle Burnham (stagioni 2-4), interpretata da Sonja Sohn.
La dottoressa Gabrielle Burnham è un'astrofisica umana, madre di Michael Burnham, originalmente membro della Sezione 31, che ha viaggiato a lungo nel tempo con la tutta dell'Angelo Rosso. Dopo aver ceduto la tuta a Michael Burnam, viene scaraventata nel XXXII secolo, dove diviene un membro dell'ordine femminile Romulano della Qwat Milat, vivendo su Ni'Var.
- Kovich (stagioni 3-5), interpretato da David Cronenberg, doppiato da Oliviero Dinelli.
Umano, è uno scienziato della Federazione dei Pianeti Uniti che si occupa di intelligenze artificiali. Il misterioso Kovich, nell'ultima puntata della quinta stagione della serie, rivela essere in realtà Daniels invecchiato, l'agente temporale del IV millennio che interveniva in soccorso di Jonathan Archer durante la guerra temporale, nella serie Star Trek: Enterprise.[33]
- L'ak (stagione 5), interpretato da Elias Toufexis.
È un corriere Breen, che in realtà si rivelerà essere discendente diretto dell'ultimo imperatore Breen e perciò pretendente al trono, ma viene usato dallo zio, il Primarca Ruhn, per accedere al trono al suo posto. Innamoratosi di Moll, scappa con lei dopo averle rivelato il proprio vero volto, cosa proibita nell'Egemonia Breen, dopo aver ferito il proprio zio, cosa che spicca su di lui una "taglia di sangue". Moll e L'ak si lanciano alla ricerca della tecnologia dei Progenitori, cercando di battere su questo la Discovery, per scambiarla con la taglia e vivere in pace lontano dall'Egemonia Breen.
- Laira Rillak (stagioni 4-5), interpretata da Chelah Horsdal, doppiata da Alessandra Korompay.
Laira Rillak è un'ibrida Umana/Bajoriana/Cardassiana ed è la presidente della rinata Federazione Unita dei Pianeti.
- Moll, vero nome Malinne Ravel (stagione 5), interpretata da Eve Harlow.
È un corriere umano, figlia del quarto individuo a portare il nome di Cleeveland Booker e per questo motivo Book la considera l'unico parente rimastogli dopo la distruzione del suo pianeta natale. Nata su Callor V, pianeta soggetto alle depredazioni della Catena di Smeraldo, cresce in una colonia del quadrante Gamma. Cambiato il nome in Moll e divenuta un corriere, lavora spesso con i Breen e finisce per incontrare e innamorarsi di L'ak, che, mostratole il suo volto, fugge con lei dopo che su di lui è stato spiccata dai Breen una "taglia di sangue". I due si lanciano alla ricerca della tecnologia dei Progenitori, cercando di battere su questo la Discovery, per scambiarla con la taglia e vivere in pace lontano dall'Egemonia Breen. Una volta morto L'ak, Moll, divenuta nel frattempo sua moglie, diviene sovrano dei Breen dopo aver ucciso il Primarca Ruhn.
- Osyraa (stagione 3), interpretata da Janet Kidder, doppiata da Angela Brusa.
Perfida Orioniana, ministra della Catena di Smeraldo.
- Presidente della Terra (stagione 4), interpretata da Stacey Abrams.
- Primarca Ruhn (in inglese Primarch Ruhn, stagione 5), interpretato da Tony Nappo.
È un primarca Breen che cerca di sfruttare la discendenza diretta dall'ultimo imperatore Breen del nipote L'ak per accedere al trono dell'Egemonia Breen. Spicca una "taglia di sangue" sul nipote, per riuscire a riottenerne il controllo, ma, dopo la morte del nipote, verrà ucciso da Moll, che diverrà così Sovrana dell'Egemonia Breen.
- Rayner (stagione 5), interpretato da Callum Keith Rennie, doppiato da Antonio Palumbo.
Capitano kellerano della USS Antares, sostituisce Saru come Primo Ufficiale di Burnham sulla Discovery.
- Ruon Tarka (stagione 4), interpretato da Shawn Doyle, doppiato da Fabrizio Vidale.
Scienziato imbarcato sulla Discovery per studiare l'Anomalia di Materia Oscura, si ribella e assieme a Book cerca di distruggerla.
- Ryn (stagione 3), interpretato da Noah Averbach-Katz, doppiato da Marco Giansante.
È un Andoriano precedentemente al servizio di Osyraa, che, dopo il suo tradimento, gli ha tagliato le antenne e lo ha fatto schiavo mandandolo ai lavori forzati sul pianeta Hunhau, da dove viene liberato da Book, Burnham e Georgiou. Rimasto a bordo della Discovery, viene infine ucciso da Osyraa, quando arremba la nave per impossessarsi del segreto del motore a spore.
- T'Rina (stagioni 3-5), interpretata da Tara Rosling, doppiata da Barbara De Bortoli.
Vulcaniana, è la presidente di Ni'Var, nome assunto dal pianeta Vulcano dopo la riunificazione con i Romulani. Nella quinta stagione sposa Saru.

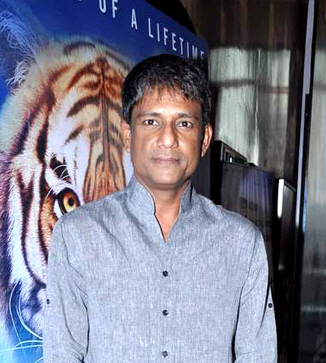
Adil Hussain, interprete di Aditya Sahil
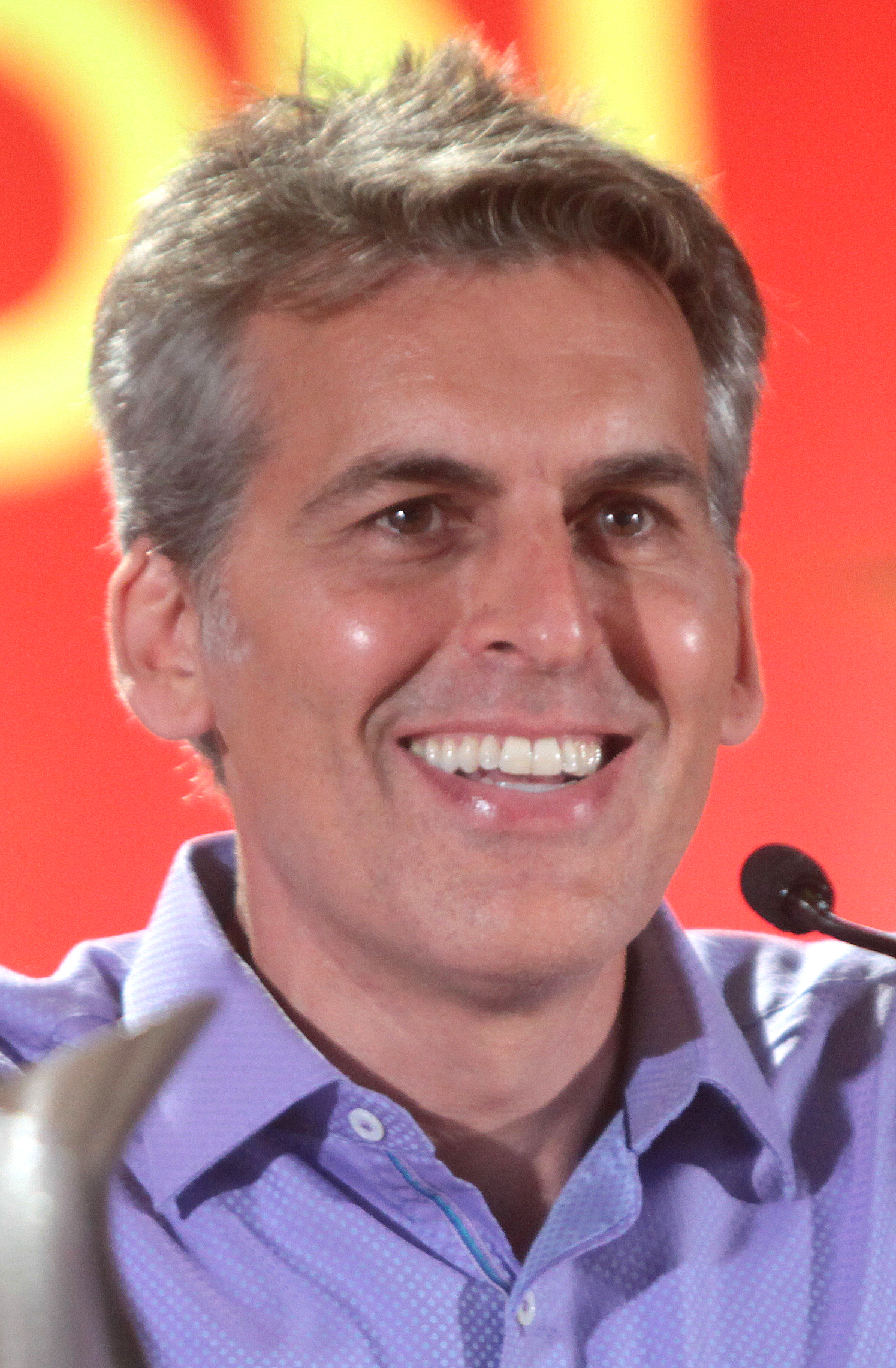
Oded Fehr, interprete dell'Ammiraglio Charles Vance
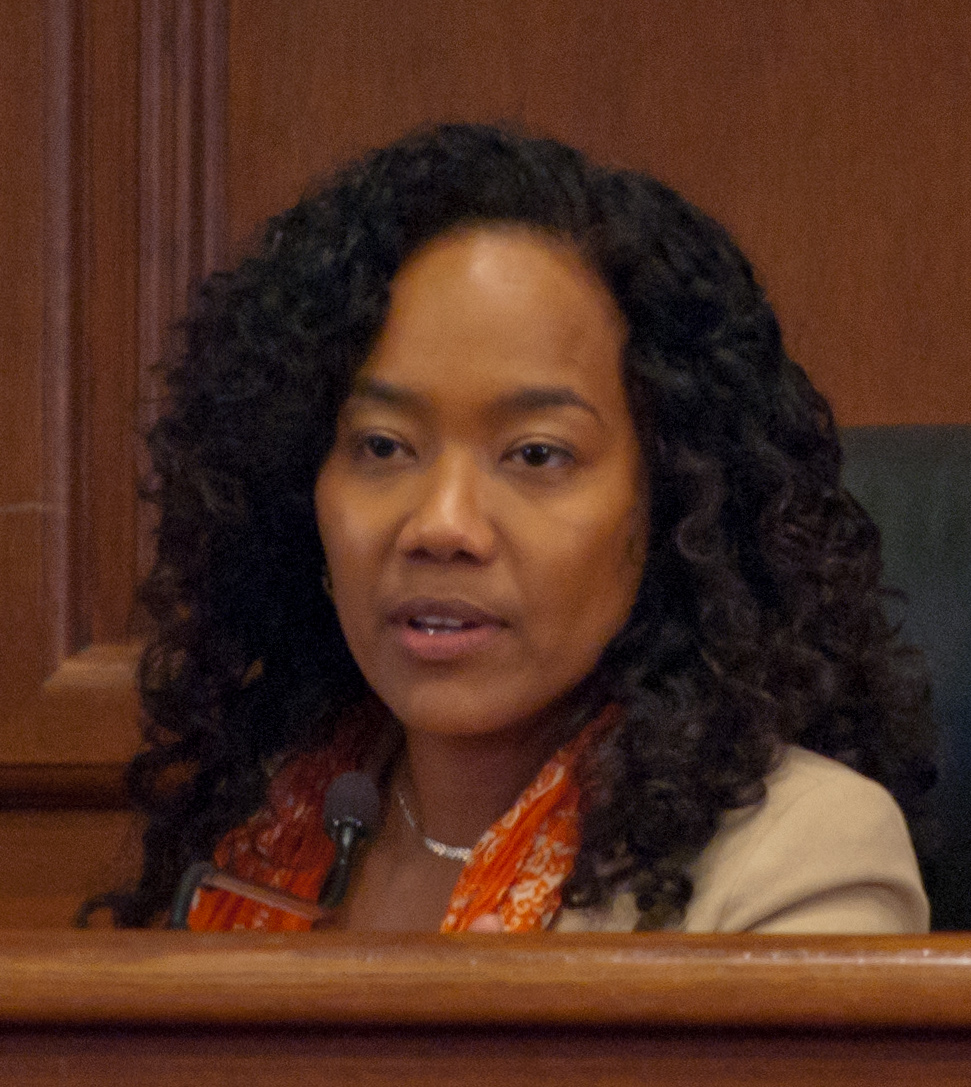
Sonja Sohn, interprete di Gabrielle Burnham
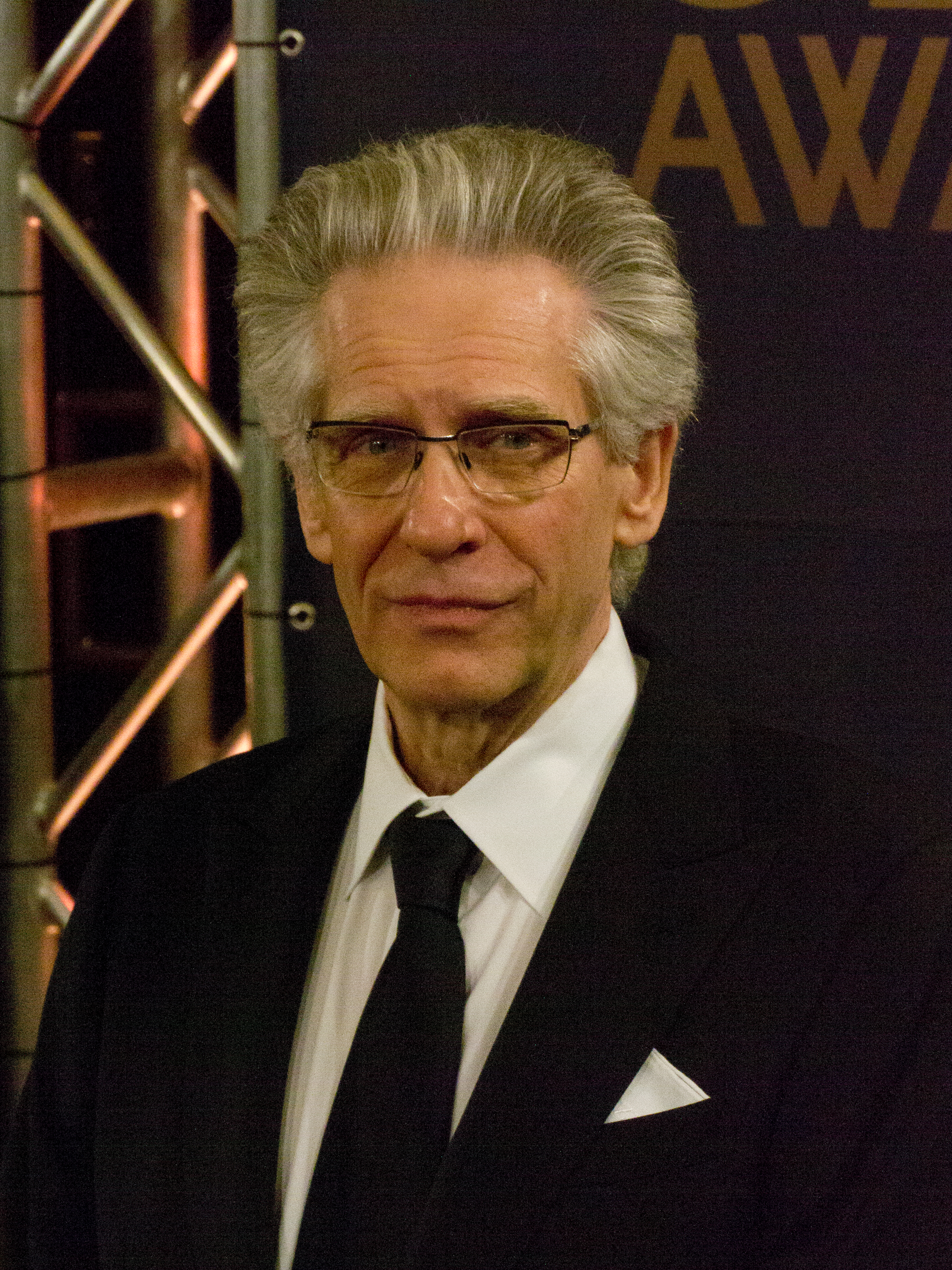
David Cronenberg, interprete di Kovich
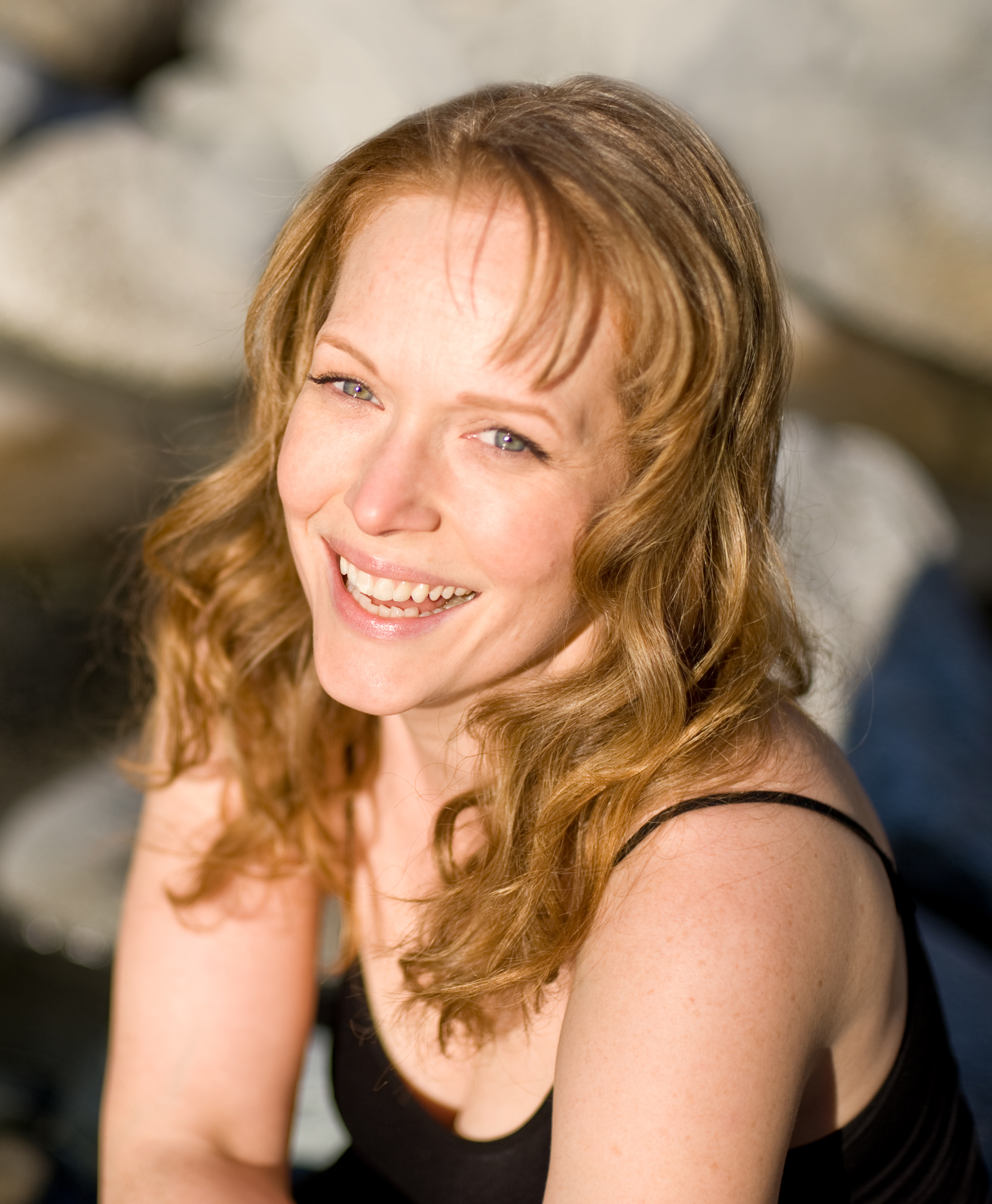
Chelah Horsdal, interprete di Laira Rillak
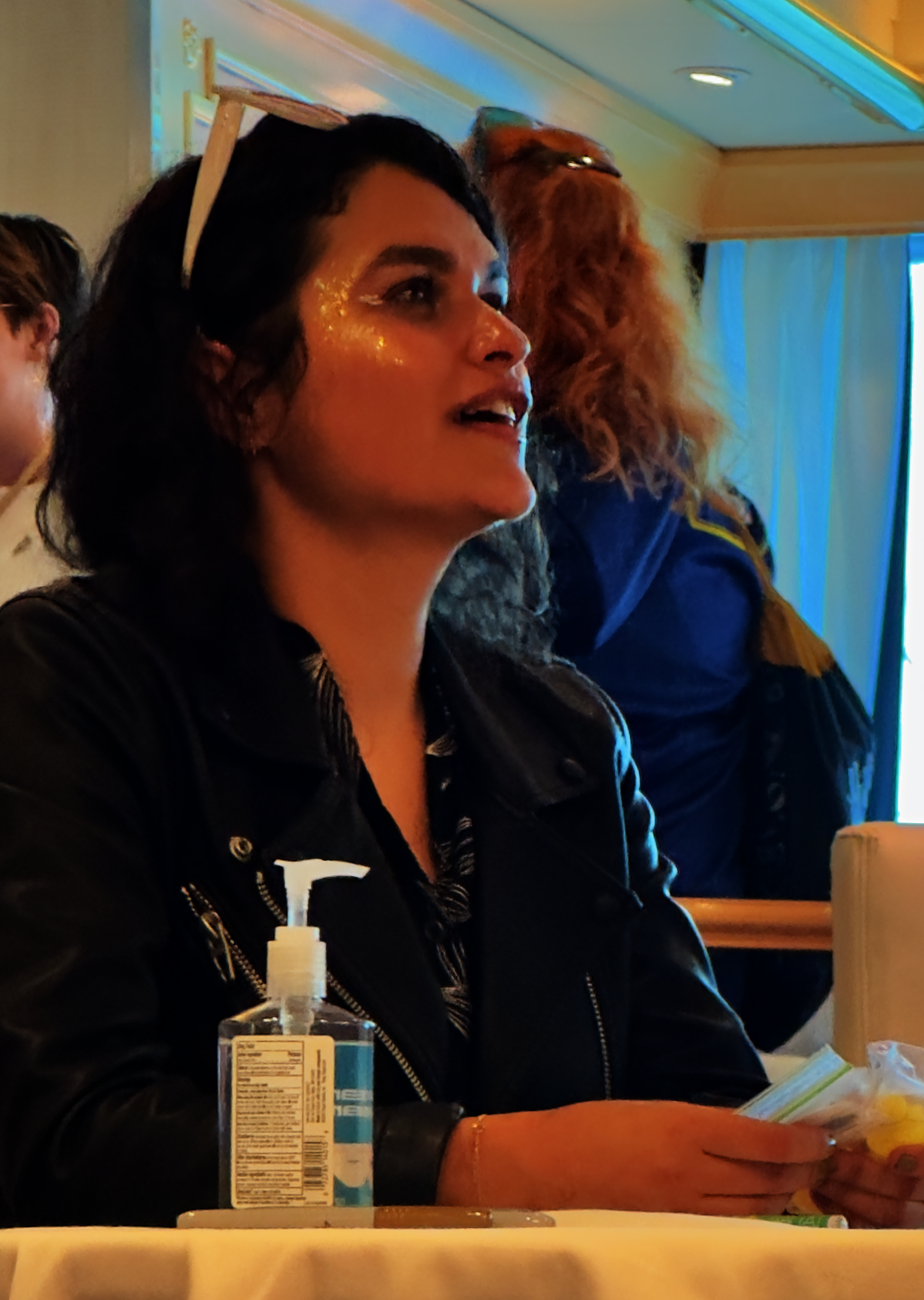
Eve Harlow, interprete di Moll
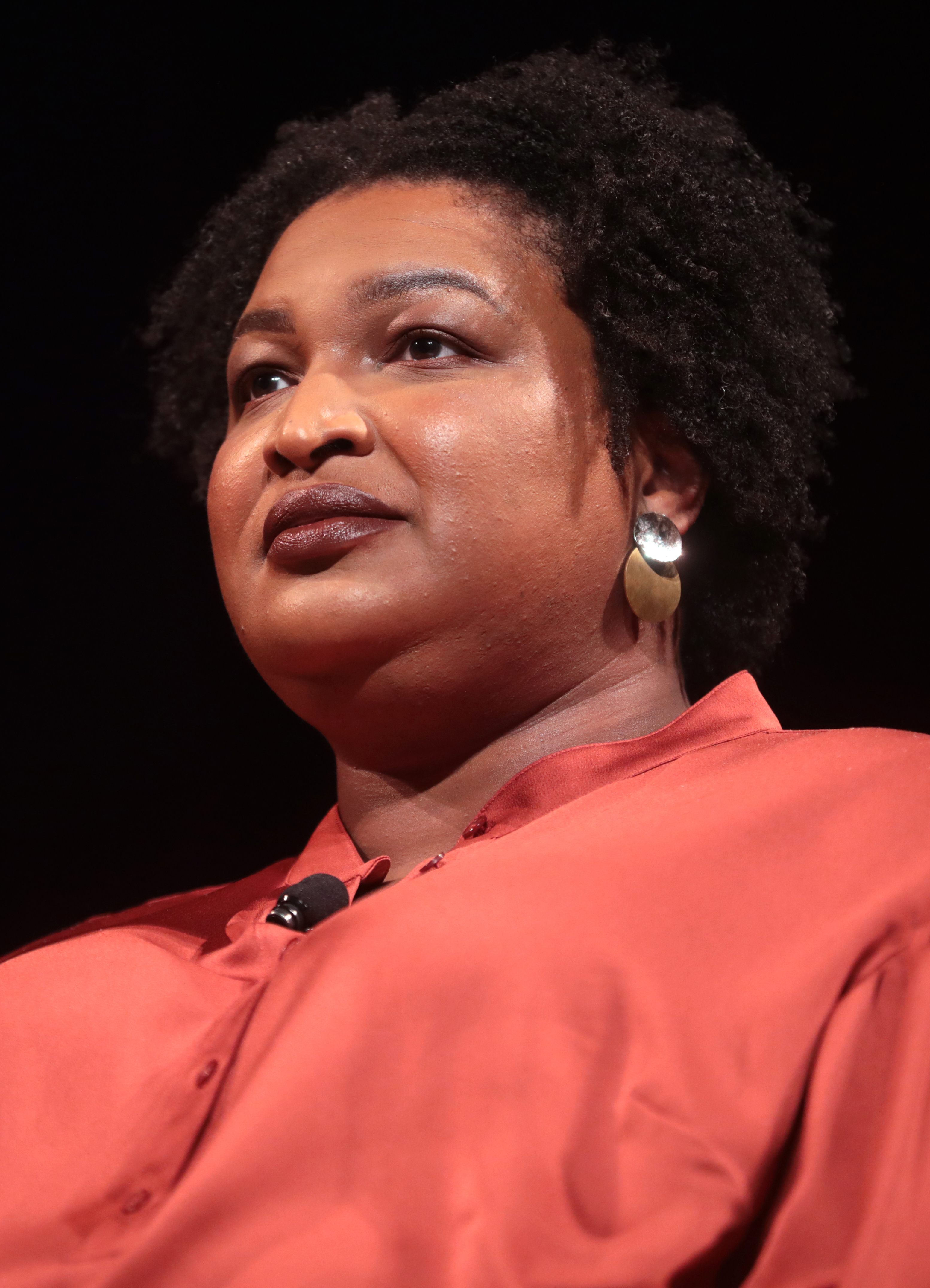
Stacey Abrams, interprete del Presidente della Terra
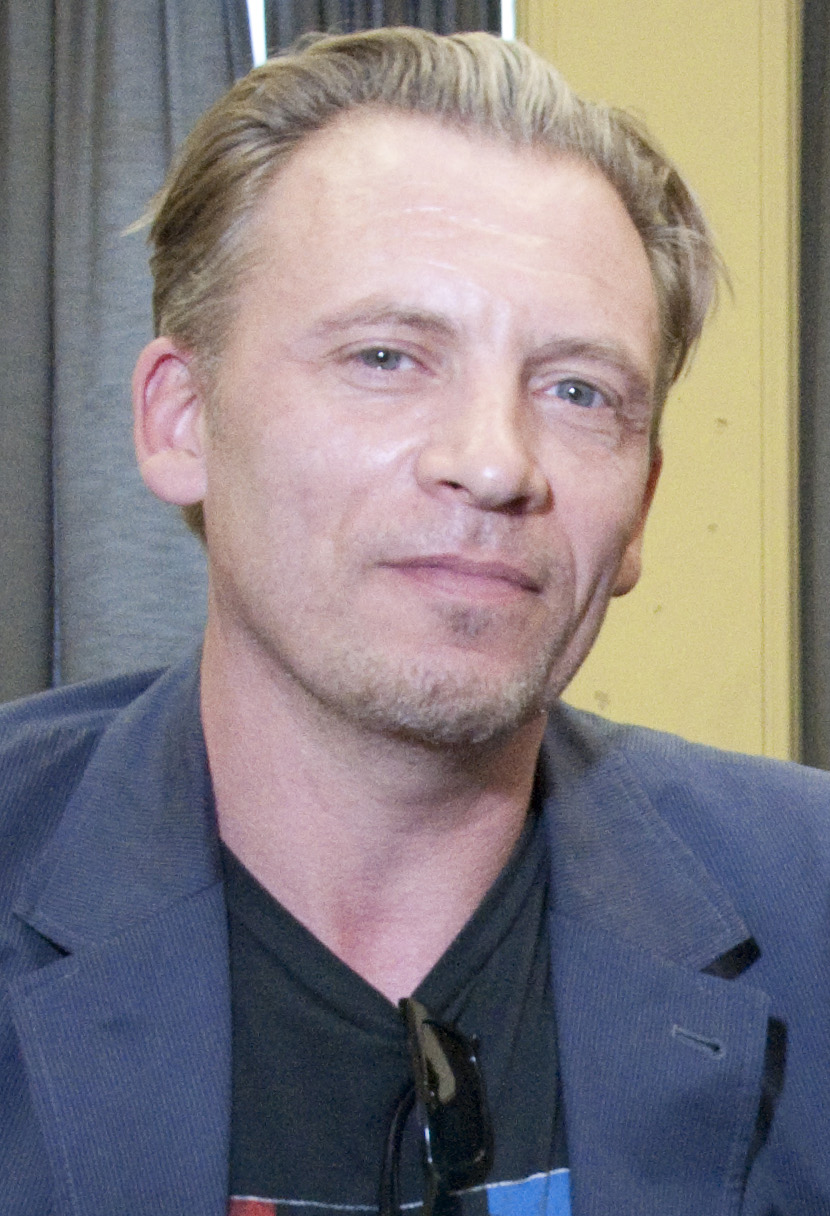
Callum Keith Rennie, interprete di Rayner
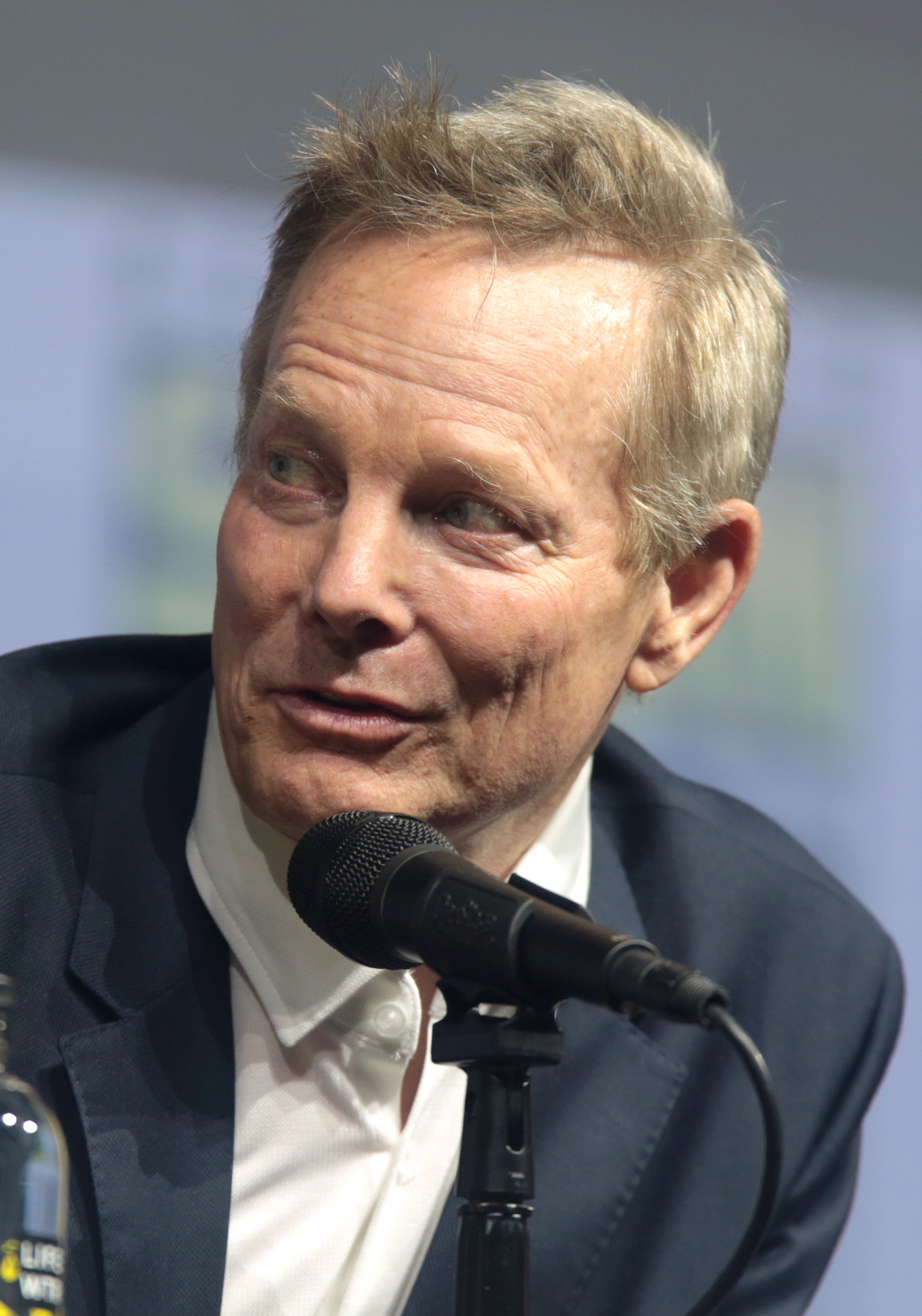
Bill Irwin, interprete di Su'Kal